# Lista lotów międzyplanetarnych

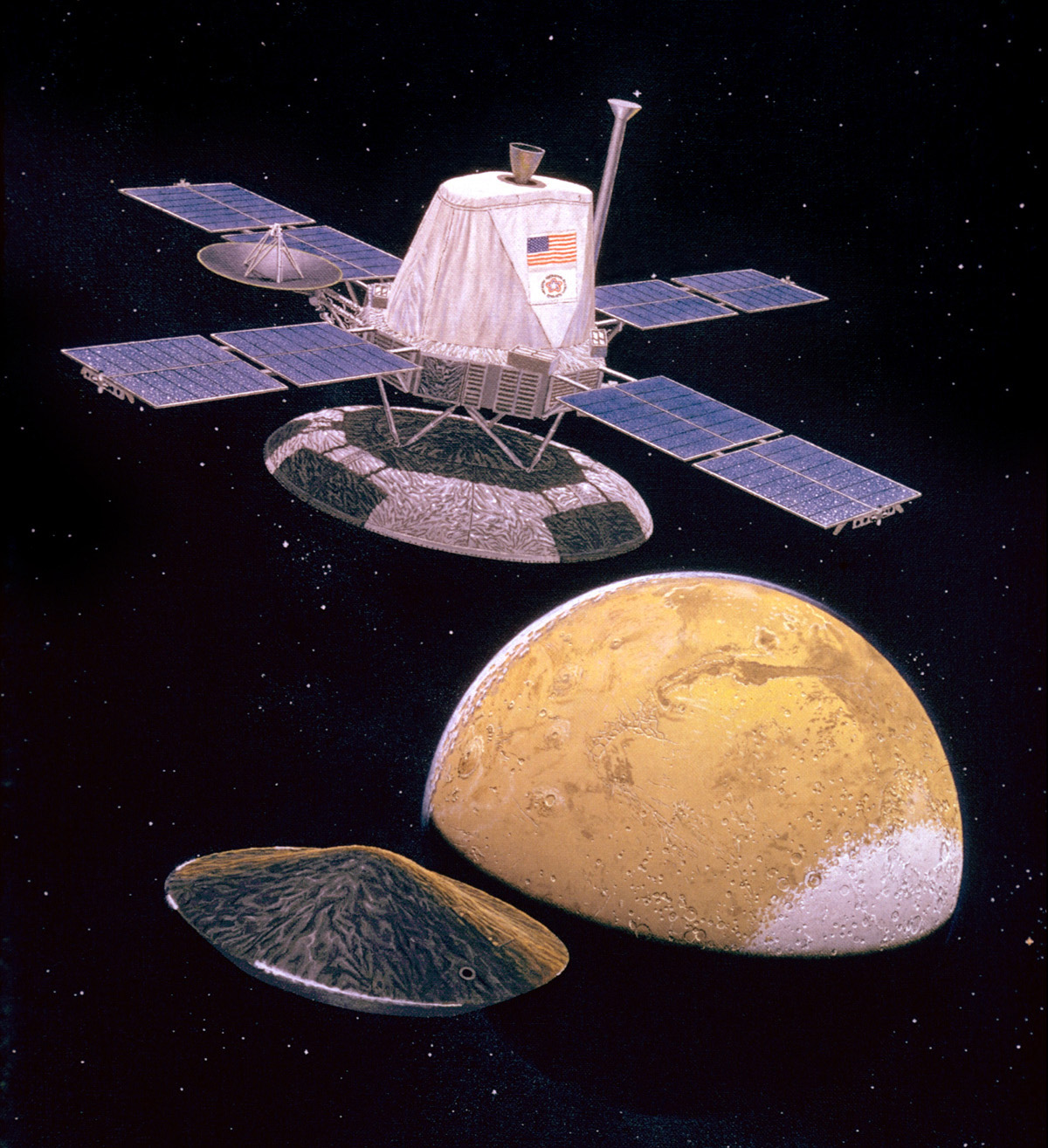
Artystyczna wizja sondy Viking podczas oddzielenia lądownika

Chronologiczna lista sond kosmicznych i teleskopów kosmicznych, które opuściły orbitę okołoziemską (z wyłączeniem obiektów na orbicie okołoksiężycowej i lądujących na Księżycu) niezależnie od celów i zadań ich misji. Uwzględniono także nieudane próby startów sond międzyplanetarnych. Nie uwzględniono górnych stopni rakiet nośnych, które osiągnęły orbitę heliocentryczną.
Lista przedstawia też planowane przyszłe misje sond kosmicznych i teleskopów umieszczonych na orbicie heliocentrycznej. Daty zaplanowanych startów ulegają często zmianom. Misje mogą też zostać z różnych powodów anulowane.
Kolorem szarym zaznaczone są misje zakończone niepowodzeniem, które nie wykonały żadnego z głównych zaplanowanych zadań. Przyczyną mógł być nieudany start rakiety nośnej lub awaria podczas dalszych etapów misji.
Wszystkie daty podane są według czasu uniwersalnego (UTC).
Grubą czcionką oznaczono nazwy misji, które obecnie nadal trwają.
Dla misji, które po nieudanym starcie nie otrzymały oficjalnej nazwy, w nawiasie kwadratowym podano nazwę programu i oznaczenie konstrukcyjne sondy, np. [Mars 1M No. 1] oznacza sondę o oznaczeniu 1M No. 1 realizowaną w ramach programu Mars.
Flagą oznaczono państwo, które było właścicielem sondy lub teleskopu. Dla misji Europejskiej Agencji Kosmicznej użyto logo .

## 1959–1960
| Data startu          | Nazwa misji     | Państwo. Organizacja | Opis i uwagi |
| -------------------- | --------------- | -------------------- | --- |
| 2 stycznia 1959      | Łuna 1          | OKB-1                | Przelot obok Księżyca. Pierwsza sonda, która osiągnęła drugą prędkość kosmiczną i weszła na orbitę heliocentryczną. Łączność utrzymywano do 5 stycznia 1959 na odległość 597 tys. km. |
| 3 marca 1959         | Pioneer 4       | NASA, ABMA, JPL      | Przelot obok Księżyca i wejście na orbitę heliocentryczną. Łączność utrzymywano do 6 marca 1959 na odległość 655 tys. km.                                                             |
| 11 marca 1960        | Pioneer 5       | NASA, USAF           | Pierwsza sonda przeznaczona do badania przestrzeni międzyplanetarnej. Łączność utrzymywano do 26 czerwca 1960 na odległość 36,4 mln km od Ziemi.                                      |
| 10 października 1960 | [Mars 1M No. 1] | OKB-1                | Planowany przelot obok Marsa. Awaria rakiety nośnej podczas startu. |
| 14 października 1960 | [Mars 1M No. 2] | OKB-1                | Planowany przelot obok Marsa. Awaria rakiety nośnej podczas startu. |

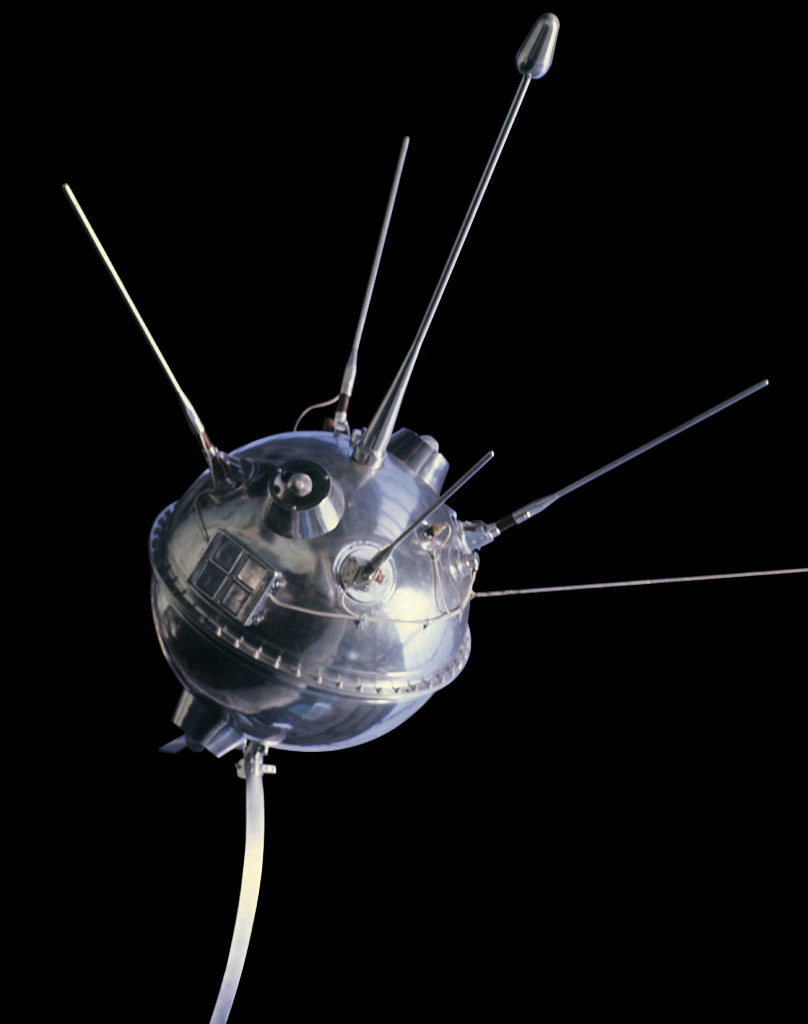
Łuna 1
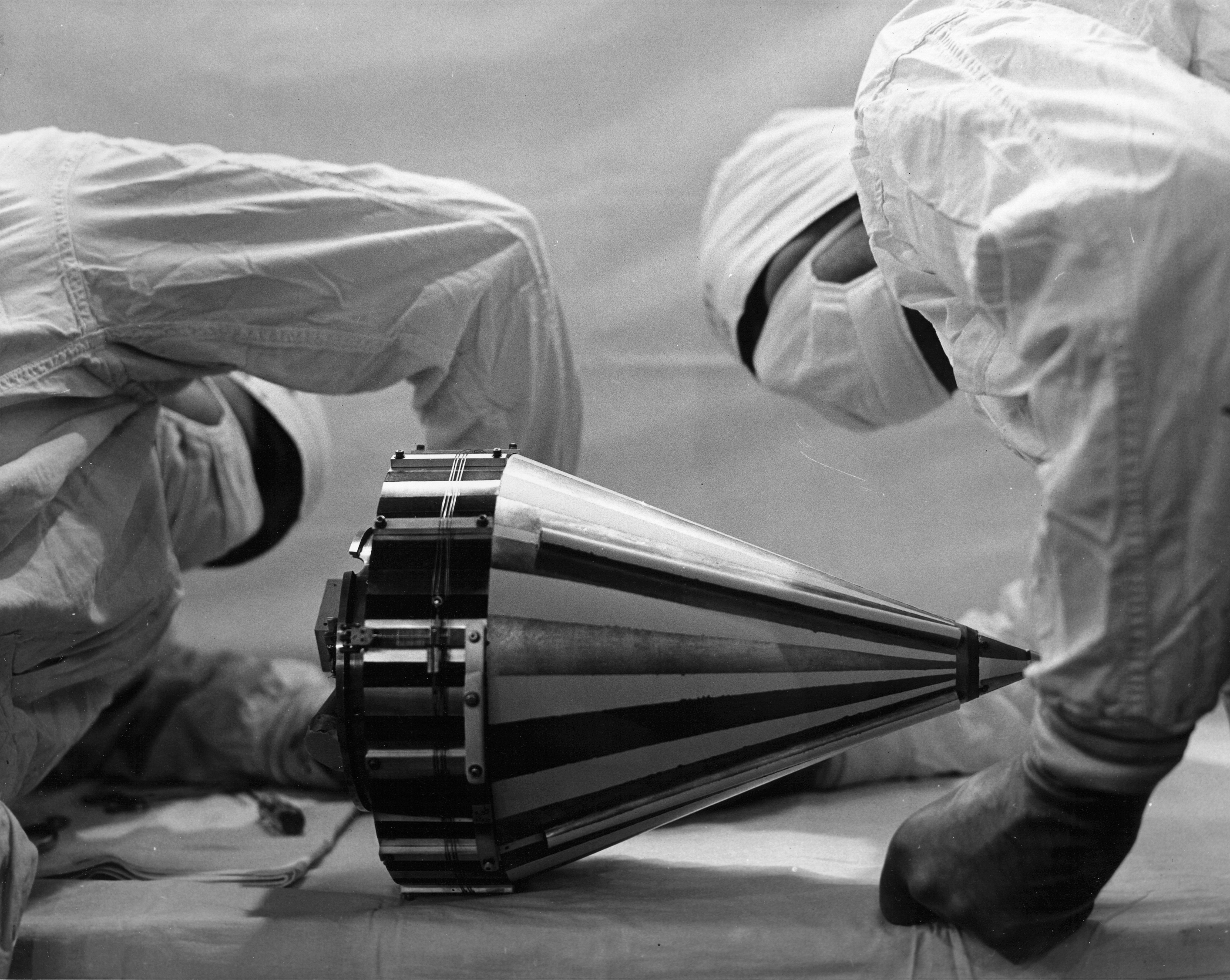
Pioneer 4
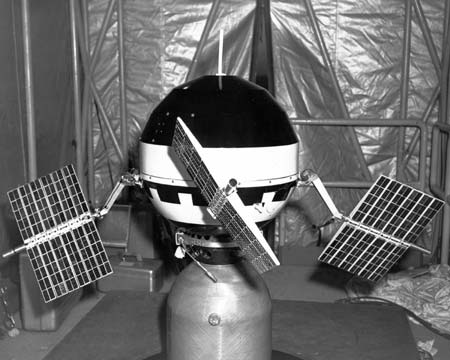
Pioneer 5
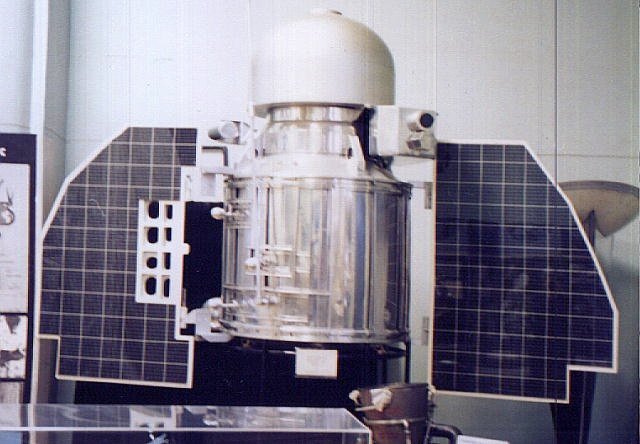
Mars 1M

## 1961–1970
| Data startu          | Nazwa misji                | Państwo. Organizacja | Opis i uwagi |
| -------------------- | -------------------------- | -------------------- | --- |
| 4 lutego 1961        | Tiażołyj sputnik           | OKB-1                | Pierwsza próba lotu w kierunku Wenus. Awaria górnego stopnia rakiety. Sonda pozostała na orbicie okołoziemskiej.                                                              |
| 12 lutego 1961       | Wenera 1                   | OKB-1                | Planowane wejście w atmosferę Wenus. Łączność utrzymywano do 17 lutego 1961 na odległość 1,89 mln km. Sonda przeleciała 19–20 maja 1961 w odległości ok. 100 000 km od Wenus. |
| 26 stycznia 1962     | Ranger 3                   | NASA, JPL            | Planowane lądowanie kapsuły na powierzchni Księżyca. Z powodu awarii sonda minęła Księżyc i weszła na orbitę heliocentryczną.                                                 |
| 22 lipca 1962        | Mariner 1                  | NASA, JPL            | Planowany przelot obok Wenus. Awaria rakiety nośnej podczas startu. |
| 25 sierpnia 1962     | [Wenera 2MW-1 No. 3]       | OKB-1                | Planowane wejście w atmosferę i lądowanie na Wenus. Awaria górnego stopnia rakiety. Sonda pozostała na orbicie okołoziemskiej.                                                |
| 27 sierpnia 1962     | Mariner 2                  | NASA, JPL            | Pierwsza udana misja planetarna. Zbliżenie do Wenus 14 grudnia 1962 na odległość 34 854 km. Łączność utrzymywano do 3 stycznia 1963 na odległość 86,68 mln km.                |
| 1 września 1962      | [Wenera 2MW-1 No. 4]       | OKB-1                | Planowane wejście w atmosferę i lądowanie na Wenus. Awaria górnego stopnia rakiety. Sonda pozostała na orbicie okołoziemskiej.                                                |
| 12 września 1962     | [Wenera 2MW-2 No. 1]       | OKB-1                | Planowany przelot obok Wenus. Awaria górnych stopni rakiety. Sonda pozostała na orbicie okołoziemskiej.                                                                       |
| 18 października 1962 | Ranger 5                   | NASA, JPL            | Planowane lądowanie kapsuły na powierzchni Księżyca. Z powodu awarii sonda minęła Księżyc i weszła na orbitę heliocentryczną.                                                 |
| 24 października 1962 | [Mars 2MW-4 No. 3]         | OKB-1                | Planowany przelot obok Marsa. Eksplozja czwartego stopnia rakiety nośnej na orbicie okołoziemskiej.                                                                           |
| 1 listopada 1962     | Mars 1                     | OKB-1                | Planowany przelot obok Marsa. Utrata łączności 21 marca 1963 w odległości 106,76 mln km od Ziemi. Sonda przeleciała 19 czerwca 1963 w odległości ok. 197 000 km od Marsa.     |
| 4 listopada 1962     | [Mars 2MW-3 No. 1]         | OKB-1                | Planowane lądowanie na Marsie. Awaria górnego stopnia rakiety. Sonda pozostała na orbicie okołoziemskiej.                                                                     |
| 2 kwietnia 1963      | Łuna 4                     | OKB-1                | Planowane lądowanie na powierzchni Księżyca. Z powodu awarii sonda minęła Księżyc i weszła na orbitę heliocentryczną.                                                         |
| 11 listopada 1963    | Kosmos 21                  | OKB-1                | Planowane testy sondy na orbicie heliocentrycznej. Awaria górnego stopnia rakiety. Sonda pozostała na orbicie okołoziemskiej.                                                 |
| 19 lutego 1964       | [Zond 3MW-1A No. 4A]       | OKB-1                | Planowane testy sondy i przelot obok Wenus. Awaria rakiety nośnej podczas startu.                                                                                             |
| 27 marca 1964        | Kosmos 27                  | OKB-1                | Planowane lądowanie na Wenus. Awaria górnego stopnia rakiety. Sonda pozostała na orbicie okołoziemskiej.                                                                      |
| 2 kwietnia 1964      | Zond 1                     | OKB-1                | Planowane lądowanie na Wenus. Utrata łączności 25 maja 1964. Sonda przeleciała 19 lipca 1964 w odległości ok. 110 000 km od Wenus.                                            |
| 5 listopada 1964     | Mariner 3                  | NASA, JPL            | Planowany przelot obok Marsa. Awaria sondy bezpośrednio po starcie z powodu braku oddzielenia osłony aerodynamicznej rakiety nośnej.                                          |
| 28 listopada 1964    | Mariner 4                  | NASA, JPL            | Pierwsza udana misja do Marsa. Zbliżenie do Marsa 15 lipca 1965 na odległość 9846 km. Łączność utrzymywano do 31 grudnia 1967.                                                |
| 30 listopada 1964    | Zond 2                     | OKB-1                | Planowany przelot obok Marsa. Utrata łączności w grudniu 1964 lub na początku 1965 roku. Sonda przeleciała 6 sierpnia 1965 w odległości ok. 650 000 km od Marsa.              |
| 8 czerwca 1965       | Łuna 6                     | OKB-1                | Planowane lądowanie na powierzchni Księżyca. Z powodu awarii sonda minęła Księżyc i weszła na orbitę heliocentryczną.                                                         |
| 18 lipca 1965        | Zond 3                     | OKB-1                | Test sondy międzyplanetarnej. Przelot obok Księżyca i dalszy lot na odległość orbity Marsa. Łączność utrzymywano do 3 marca 1966 na odległość 153,5 mln km.                   |
| 12 listopada 1965    | Wenera 2                   | OKB-1                | Zbliżenie do Wenus 27 lutego 1966 na odległość ok. 24 000 km. Łączność utrzymywano do 10 lutego 1966 i utracono przed przelotem koło planety.                                 |
| 16 listopada 1965    | Wenera 3                   | OKB-1                | Wejście w atmosferę Wenus 1 marca 1966. Utrata łączności 16 lutego 1966, przed osiągnięciem planety.                                                                          |
| 23 listopada 1965    | Kosmos 96                  | OKB-1                | Planowany przelot obok Wenus. Awaria trzeciego stopnia rakiety. Sonda pozostała na orbicie okołoziemskiej.                                                                    |
| 16 grudnia 1965      | Pioneer 6                  | NASA, ARC            | Badania przestrzeni międzyplanetarnej i monitorowanie aktywności słonecznej z orbity heliocentrycznej. Łączność utrzymywano sporadycznie do 8 grudnia 2000.                   |
| 17 sierpnia 1966     | Pioneer 7                  | NASA, ARC            | Badania przestrzeni międzyplanetarnej i monitorowanie aktywności słonecznej z orbity heliocentrycznej. Łączność utrzymywano sporadycznie do 31 marca 1995.                    |
| 12 czerwca 1967      | Wenera 4                   | Ławoczkin            | Wejście w atmosferę Wenus 18 października 1967. Łączność utracono na wysokości około 27 km nad powierzchnią planety.                                                          |
| 14 czerwca 1967      | Mariner 5                  | NASA, JPL            | Zbliżenie do Wenus 19 października 1967 na odległość 4094 km. Łączność utrzymywano do 4 grudnia 1967 i ponownie krótkotrwale w dniu 14 października 1968.                     |
| 17 czerwca 1967      | Kosmos 167                 | Ławoczkin            | Planowane wejście w atmosferę i lądowanie na Wenus. Awaria górnego stopnia rakiety. Sonda pozostała na orbicie okołoziemskiej.                                                |
| 13 grudnia 1967      | Pioneer 8                  | NASA, ARC            | Badania przestrzeni międzyplanetarnej i monitorowanie aktywności słonecznej z orbity heliocentrycznej. Łączność utrzymywano sporadycznie do 22 sierpnia 1996.                 |
| 8 listopada 1968     | Pioneer 9                  | NASA, ARC            | Badania przestrzeni międzyplanetarnej i monitorowanie aktywności słonecznej z orbity heliocentrycznej. Łączność utrzymywano sporadycznie do 19 maja 1983.                     |
| 5 stycznia 1969      | Wenera 5                   | Ławoczkin            | Wejście w atmosferę Wenus 16 maja 1969. Łączność utracono na wysokości około 18 km nad powierzchnią planety.                                                                  |
| 10 stycznia 1969     | Wenera 6                   | Ławoczkin            | Wejście w atmosferę Wenus 17 maja 1969. Łączność utracono na wysokości około 18 km nad powierzchnią planety.                                                                  |
| 25 lutego 1969       | Mariner 6                  | NASA, JPL            | Zbliżenie do Marsa 31 lipca 1969 na odległość 3429 km. Łączność utrzymywano do połowy 1971 roku.                                                                              |
| 27 marca 1969        | [Mars M-69 No. 521]        | Ławoczkin            | Planowany sztuczny satelita Marsa. Eksplozja trzeciego stopnia rakiety nośnej.                                                                                                |
| 27 marca 1969        | Mariner 7                  | NASA, JPL            | Zbliżenie do Marsa 5 sierpnia 1969 na odległość 3430 km. Łączność utrzymywano do połowy 1971 roku.                                                                            |
| 2 kwietnia 1969      | [Mars M-69 No. 522]        | Ławoczkin            | Planowany sztuczny satelita Marsa. Eksplozja rakiety nośnej podczas startu.                                                                                                   |
| 18 maja 1969         | Apollo 10 LM-4 AS (Snoopy) | NASA                 | Człon wznoszenia modułu księżycowego misji Apollo 10. Na zakończenie misji, 23 maja 1969 został z orbity wokółksiężycowej wprowadzony na orbitę heliocentryczną.              |
| 27 sierpnia 1969     | [Pioneer E]                | NASA, ARC            | Planowane badania przestrzeni międzyplanetarnej z orbity heliocentrycznej. Awaria rakiety nośnej podczas startu.                                                              |
| 17 sierpnia 1970     | Wenera 7                   | Ławoczkin            | Pierwsze udane lądowanie na powierzchni Wenus: 15 grudnia 1970, 05:34:10 UTC (5°S, 351°E – Tinatin Planitia, Alpha Regio). Czas działania po wylądowaniu: 23 min.             |
| 22 sierpnia 1970     | Kosmos 359                 | Ławoczkin            | Planowane lądowanie na Wenus. Awaria górnego stopnia rakiety. Sonda pozostała na orbicie okołoziemskiej.                                                                      |

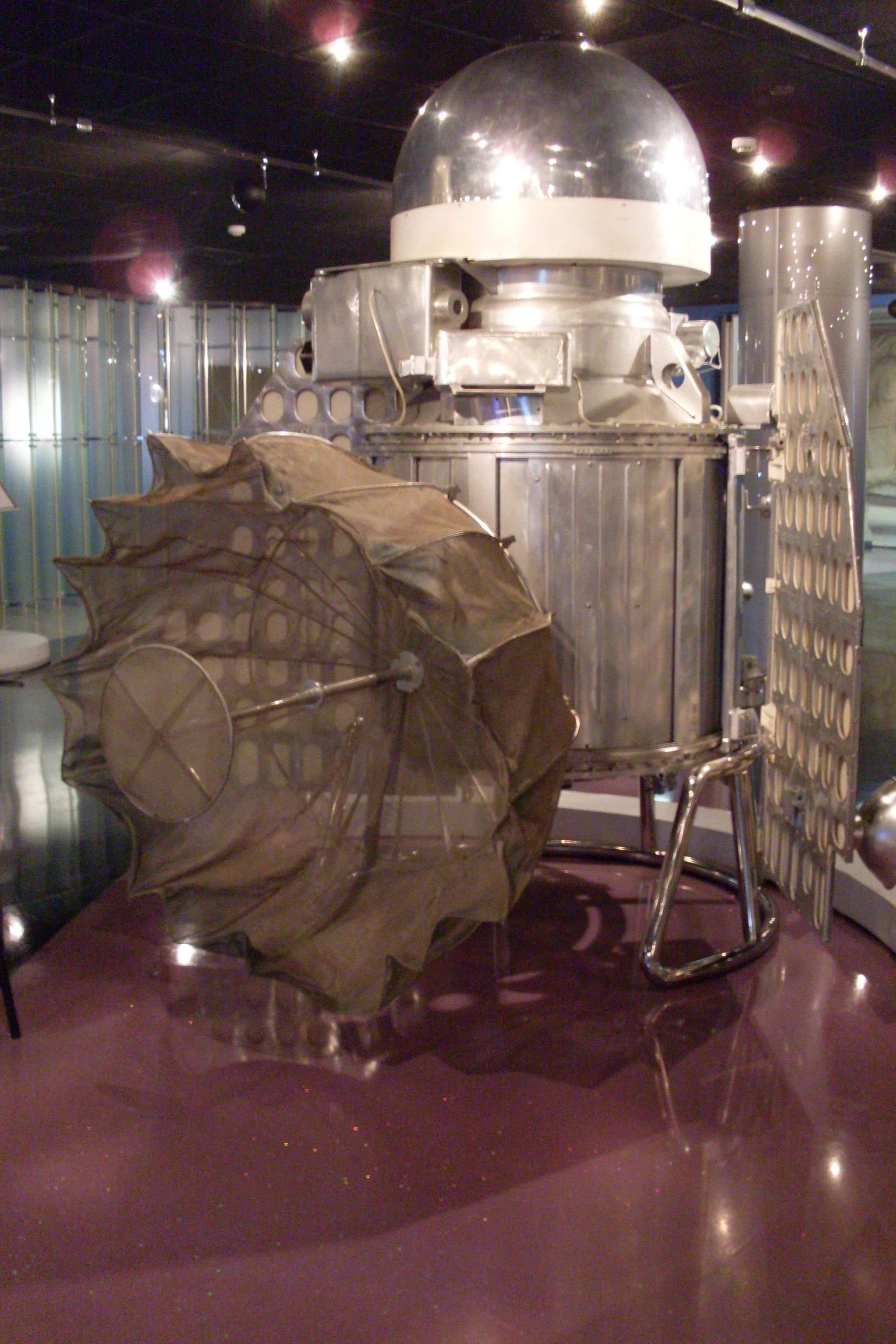
Wenera 1
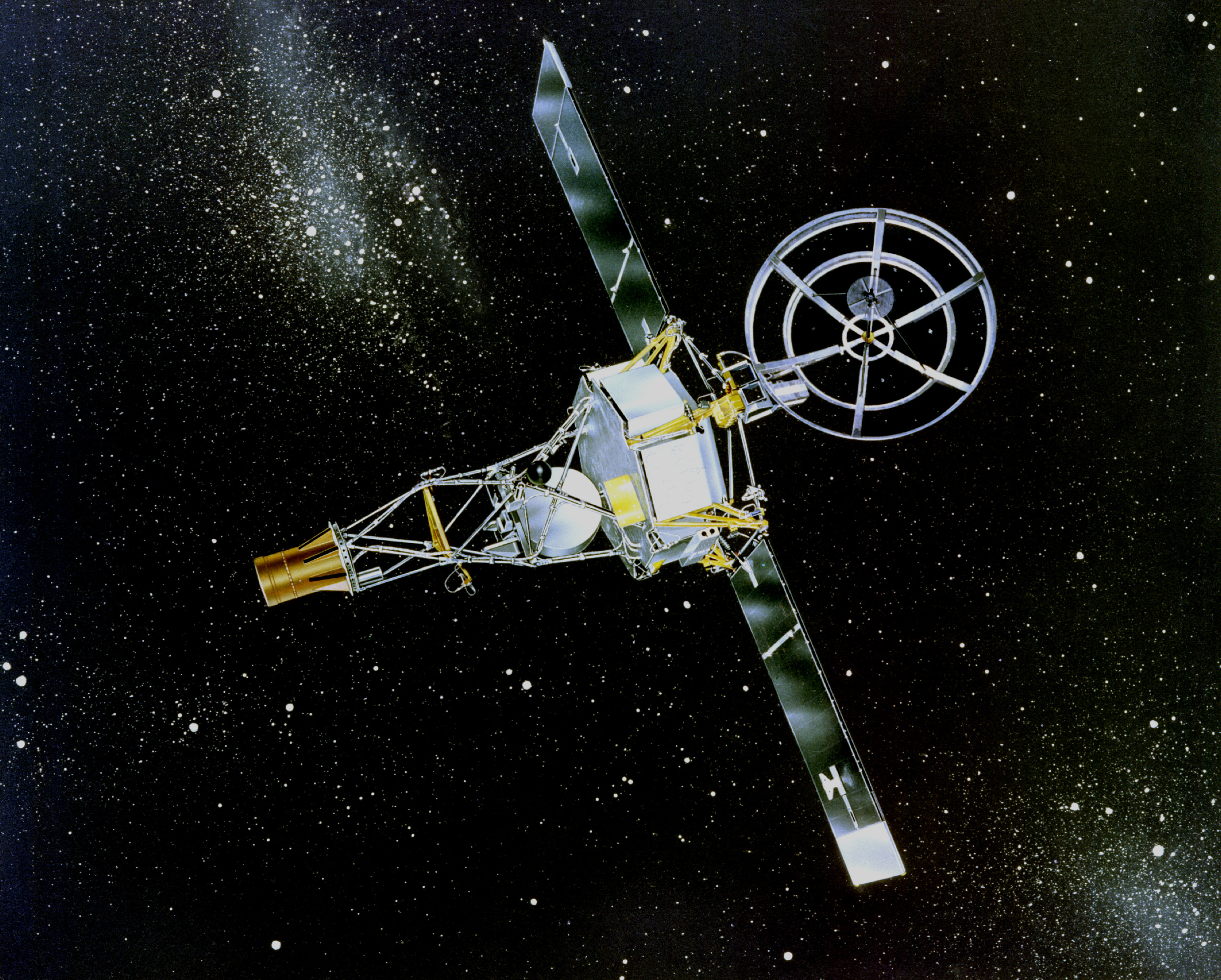
Mariner 2
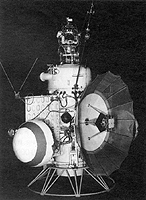
Mars 1
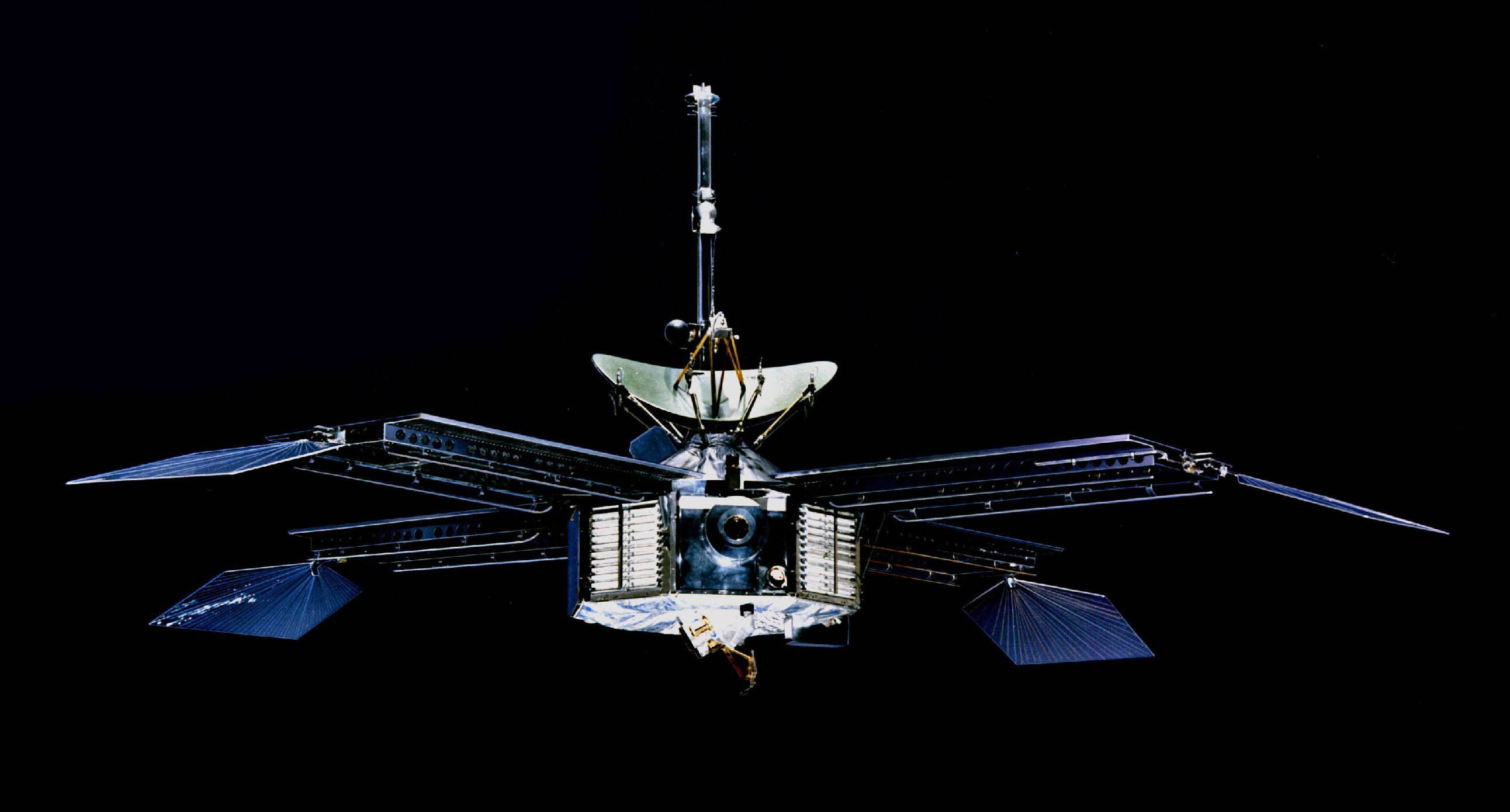
Mariner 4
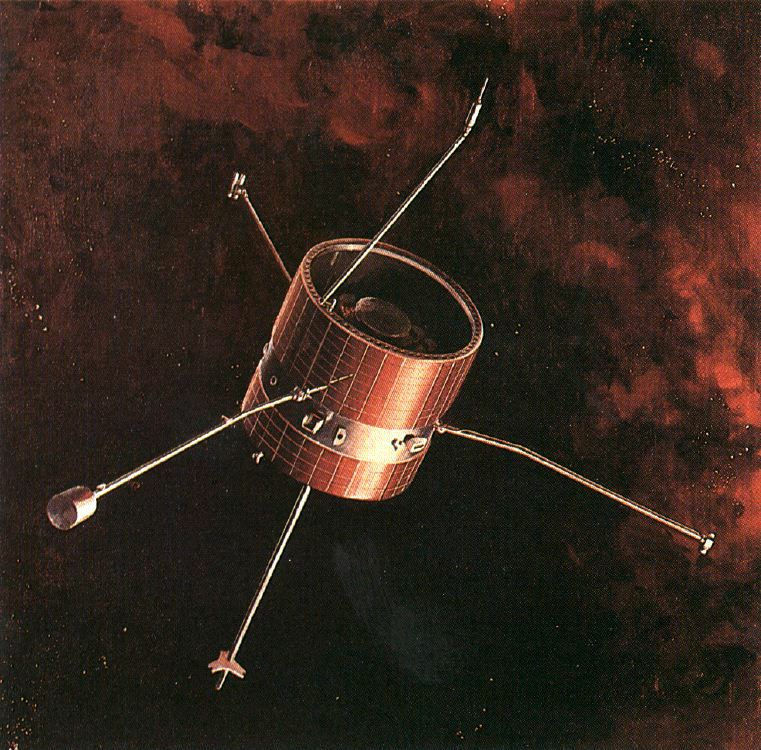
Sondy Pioneer 6–9
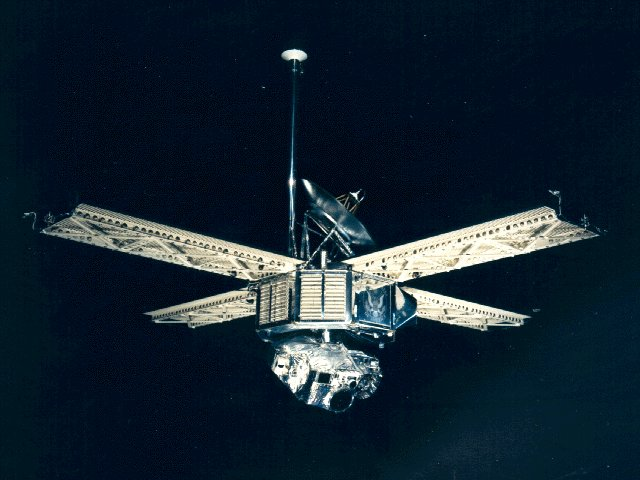
Mariner 6 i 7

## 1971–1980
| Data startu      | Nazwa misji     | Państwo. Organizacja | Opis i uwagi |
| ---------------- | --------------- | -------------------- | --- |
| 9 maja 1971      | Mariner 8       | NASA, JPL            | Planowany sztuczny satelita Marsa. Awaria górnego stopnia rakiety nośnej podczas startu. |
| 10 maja 1971     | Kosmos 419      | Ławoczkin            | Planowany sztuczny satelita Marsa. Awaria górnego stopnia rakiety. Sonda pozostała na orbicie okołoziemskiej. |
| 19 maja 1971     | Mars 2          | Ławoczkin            | Sztuczny satelita Marsa i lądownik. Wejście na orbitę wokół Marsa 27 listopada 1971. Łączność z satelitą utrzymywano do lipca 1972. Rozbicie lądownika podczas próby lądowania na powierzchni Marsa 27 listopada 1971. |
| 28 maja 1971     | Mars 3          | Ławoczkin            | Sztuczny satelita Marsa i lądownik. Wejście na orbitę wokół Marsa 2 grudnia 1971. Łączność z satelitą utrzymywano do lipca 1972. Pierwsze miękkie lądowanie na powierzchni Marsa: 2 grudnia 1971, 13:50:35 UTC (44,9°S, 158,0°W – Terra Sirenum). Utrata łączności z lądownikiem po zaledwie 14,5 s działania. |
| 30 maja 1971     | Mariner 9       | NASA, JPL            | Pierwszy sztuczny satelita Marsa. Wejście na orbitę wokół planety 14 listopada 1971. Wykonanie fotografii 85% powierzchni Marsa oraz Fobosa i Deimosa. Łączność utrzymywano do 27 października 1972. |
| 3 marca 1972     | Pioneer 10      | NASA, ARC            | Pierwszy przelot przez pas planetoid i pierwszy próbnik Jowisza. Zbliżenie do Jowisza 4 grudnia 1973 na odległość 130 000 km. Pierwsza sonda, która osiągnęła prędkość ucieczki z Układu Słonecznego. Łączność utrzymywano do 23 stycznia 2003. |
| 27 marca 1972    | Wenera 8        | Ławoczkin            | Lądowanie na powierzchni Wenus: 22 lipca 1972, 09:29 UTC (10,70°S, 335,25°E – Navka Planitia). Pierwsze pomiary składu gruntu planety. Czas działania po wylądowaniu 50 min 11s. |
| 31 marca 1972    | Kosmos 482      | Ławoczkin            | Planowane lądowanie na Wenus. Awaria górnego stopnia rakiety. Sonda pozostała na orbicie okołoziemskiej. |
| 6 kwietnia 1973  | Pioneer 11      | NASA, ARC            | Zbliżenie do Jowisza 3 grudnia 1974 na odległość 42 500 km. Pierwszy próbnik Saturna: zbliżenie do planety 1 września 1979 na odległość 20 900 km. Osiągnięcie prędkości ucieczki z Układu Słonecznego. Łączność utrzymywano do 24 listopada 1995. |
| 21 lipca 1973    | Mars 4          | Ławoczkin            | Planowany sztuczny satelita Marsa. Z powodu awarii sonda nie weszła na orbitę, lecz minęła planetę 10 lutego 1974 w odległości 1844 km. |
| 25 lipca 1973    | Mars 5          | Ławoczkin            | Wejście na orbitę wokół Marsa 12 lutego 1974. Z powodu awarii przedwczesna utrata łączności 28 lutego 1974. |
| 5 sierpnia 1973  | Mars 6          | Ławoczkin            | Lądowanie na powierzchni Marsa: 12 marca 1974, 09:11:05 UTC (23,90°S, 19,42°W – Margaritifer Sinus). Utrata łączności w momencie lądowania. Człon przelotowy pozostał na orbicie heliocentrycznej. |
| 9 sierpnia 1973  | Mars 7          | Ławoczkin            | Planowane lądowanie na powierzchni Marsa. Z powodu awarii lądownik minął planetę 9 marca 1974 w odległości 1300 km od powierzchni. Łączność z członem przelotowym utrzymywano do 25 marca 1974. |
| 3 listopada 1973 | Mariner 10      | NASA, JPL            | Pierwszy próbnik Merkurego. Pierwsza sonda, która wykonała manewr asysty grawitacyjnej dla osiągnięcia kolejnej planety. Zbliżenie do Wenus 5 lutego 1974 na odległość 5768 km oraz trzykrotne przeloty obok Merkurego: 29 marca 1974 (703 km), 21 września 1974 (48 069 km) i 16 marca 1975 (327 km). Łączność utrzymywano do 24 marca 1975. |
| 10 grudnia 1974  | Helios 1        | DFVLR NASA, GSFC     | Badania przestrzeni międzyplanetarnej położonej wewnątrz orbity Ziemi. Osiągnięcie peryhelium wynoszącego 46,3 mln km. Łączność utrzymywano do 10 lutego 1986. |
| 8 czerwca 1975   | Wenera 9        | Ławoczkin            | Pierwszy sztuczny satelita Wenus i lądownik. Wejście na orbitę wokół planety 22 października 1975. Łączność z satelitą utrzymywano przez 3 miesiące. Lądowanie na powierzchni Wenus: 22 października 1975, 05:13 UTC (31,01°N, 291,64°E – Beta Regio). Wykonanie pierwszych fotografii powierzchni planety. Czas działania po wylądowaniu 53 min. |
| 14 czerwca 1975  | Wenera 10       | Ławoczkin            | Sztuczny satelita Wenus i lądownik. Wejście na orbitę wokół planety 25 października 1975. Łączność z satelitą utrzymywano przez 3 miesiące. Lądowanie na powierzchni Wenus: 25 października 1975, 02:17 UTC (15,42°N, 291,51°E – Beta Regio). Wykonanie fotografii powierzchni planety. Czas działania po wylądowaniu 65 min. |
| 20 sierpnia 1975 | Viking 1        | NASA, LaRC, JPL      | Sztuczny satelita Marsa i lądownik. Wejście na orbitę wokół planety 19 czerwca 1976. Łączność z satelitą utrzymywano do 7 sierpnia 1980. Pierwsze udane lądowanie na powierzchni Marsa: 20 lipca 1976, 11:53:06 UTC (22,483°N, 47,94°W – Chryse Planitia). Wykonanie eksperymentów biologicznych w celu wykrycia śladów życia. Łączność z lądownikiem utrzymywano do 11 listopada 1982. |
| 9 września 1975  | Viking 2        | NASA, LaRC, JPL      | Sztuczny satelita Marsa i lądownik. Wejście na orbitę wokół planety 7 sierpnia 1976. Łączność z satelitą utrzymywano do 24 lipca 1978. Lądowanie na powierzchni Marsa: 3 września 1976, 22:37:50 UTC (47,968°N, 225,71°W – Utopia Planitia). Wykonanie eksperymentów biologicznych w celu wykrycia śladów życia. Łączność z lądownikiem utrzymywano do 12 kwietnia 1980. |
| 15 stycznia 1976 | Helios 2        | DFVLR NASA, GSFC     | Badania przestrzeni międzyplanetarnej położonej wewnątrz orbity Ziemi. Osiągnięcie peryhelium wynoszącego 43,432 mln km. Łączność utrzymywano do 3 marca 1980. |
| 20 sierpnia 1977 | Voyager 2       | NASA, JPL            | Zbliżenie do Jowisza 9 lipca 1979 na odległość 650 000 km i do Saturna 26 sierpnia 1981 na odległość 101 000 km. Pierwszy próbnik Urana i Neptuna. Zbliżenie do Urana 24 stycznia 1986 na odległość 81 500 km i do Neptuna 25 sierpnia 1989 na odległość 4500 km. Osiągnięcie prędkości ucieczki z Układu Słonecznego. Badanie krańcowych obszarów heliosfery. |
| 5 września 1977  | Voyager 1       | NASA, JPL            | Zbliżenie do Jowisza 5 marca 1979 na odległość 280 000 km i do Saturna 12 listopada 1980 na odległość 124 000 km. Osiągnięcie prędkości ucieczki z Układu Słonecznego. Pierwsza sonda, która przekroczyła szok końcowy heliosfery i heliopauzę. |
| 20 maja 1978     | Pioneer Venus 1 | NASA, ARC            | Wejście na orbitę wokół Wenus 4 grudnia 1978. Wykonanie radarowej mapy powierzchni planety. Łączność z sondą utrzymywano do wtargnięcia w atmosferę planety 8 października 1992. |
| 8 sierpnia 1978  | Pioneer Venus 2 | NASA, ARC            | Wejście w atmosferę Wenus czterech próbników oraz członu transportowego: Large Probe: łączność do momentu upadku na powierzchnię planety 9 grudnia 1978, 19:39:53 UTC (4,4°N, 304,0°E). North Probe: łączność do momentu upadku na powierzchnię planety 9 grudnia 1978, 19:42:40 UTC (59,3°N, 4,8°E). Day Probe: łączność utrzymywano przez 67 min 35 s po upadku na powierzchnię planety 9 grudnia 1978, 19:47:59 UTC (31,3°S, 317,0°E). Night Probe: łączność utrzymywano przez 2 s po upadku na powierzchnię planety 9 grudnia 1978, 19:52:05 UTC (28,7°S, 56,7°E). Człon transportowy uległ zniszczeniu na wysokości około 110 km nad powierzchnią planety, wcześniej przekazując dane o składzie górnych warstw atmosfery. |
| 12 sierpnia 1978 | ISEE-3          | NASA, GSFC           | Badania przestrzeni międzyplanetarnej z orbity wokół punktu L1 układu Ziemia – Słońce. Pierwsza sonda kosmiczna, która (pod nazwą zmienioną na International Cometary Explorer) zbliżyła się do komety. Przelot 11 września 1985 w odległości 7862 km od jądra komety 21P/Giacobini-Zinner. Łączność utrzymywano do 5 maja 1997 oraz ponownie od 29 maja do początku września 2014. |
| 9 września 1978  | Wenera 11       | Ławoczkin            | Lądowanie na powierzchni Wenus: 25 grudnia 1978, 03:24 UTC (14°S, 299°E – Phoebe Regio). Czas działania po wylądowaniu 95 min. Łączność z członem przelotowym pozostałym na orbicie heliocentrycznej utrzymywano do 1 lutego 1980. |
| 14 września 1978 | Wenera 12       | Ławoczkin            | Lądowanie na powierzchni Wenus: 21 grudnia 1978, 03:30 UTC (7°S, 294°E – Phoebe Regio). Czas działania po wylądowaniu 110 min. Łączność z członem przelotowym pozostałym na orbicie heliocentrycznej utrzymywano do 18 kwietnia 1980. |

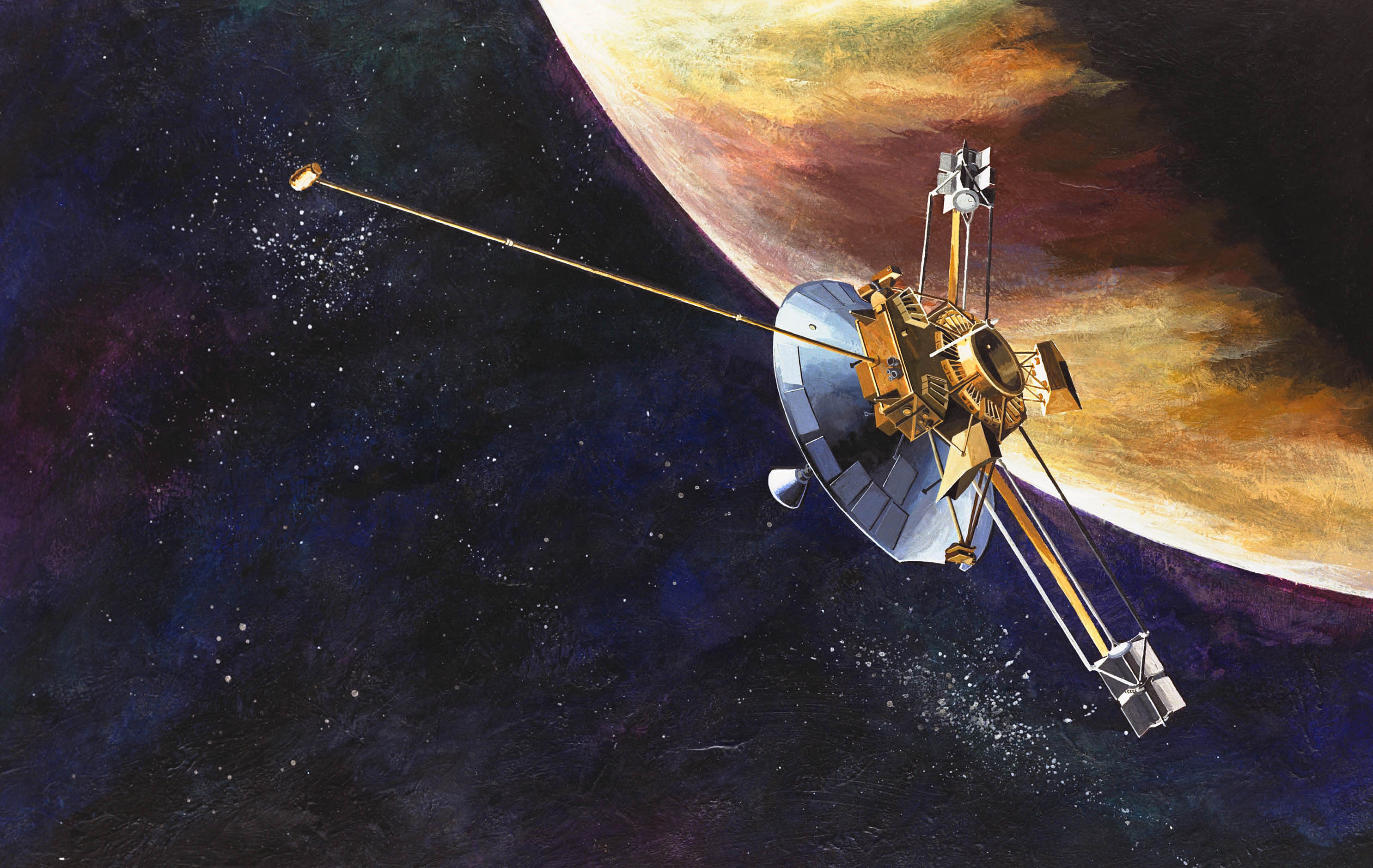
Pioneer 10 i 11
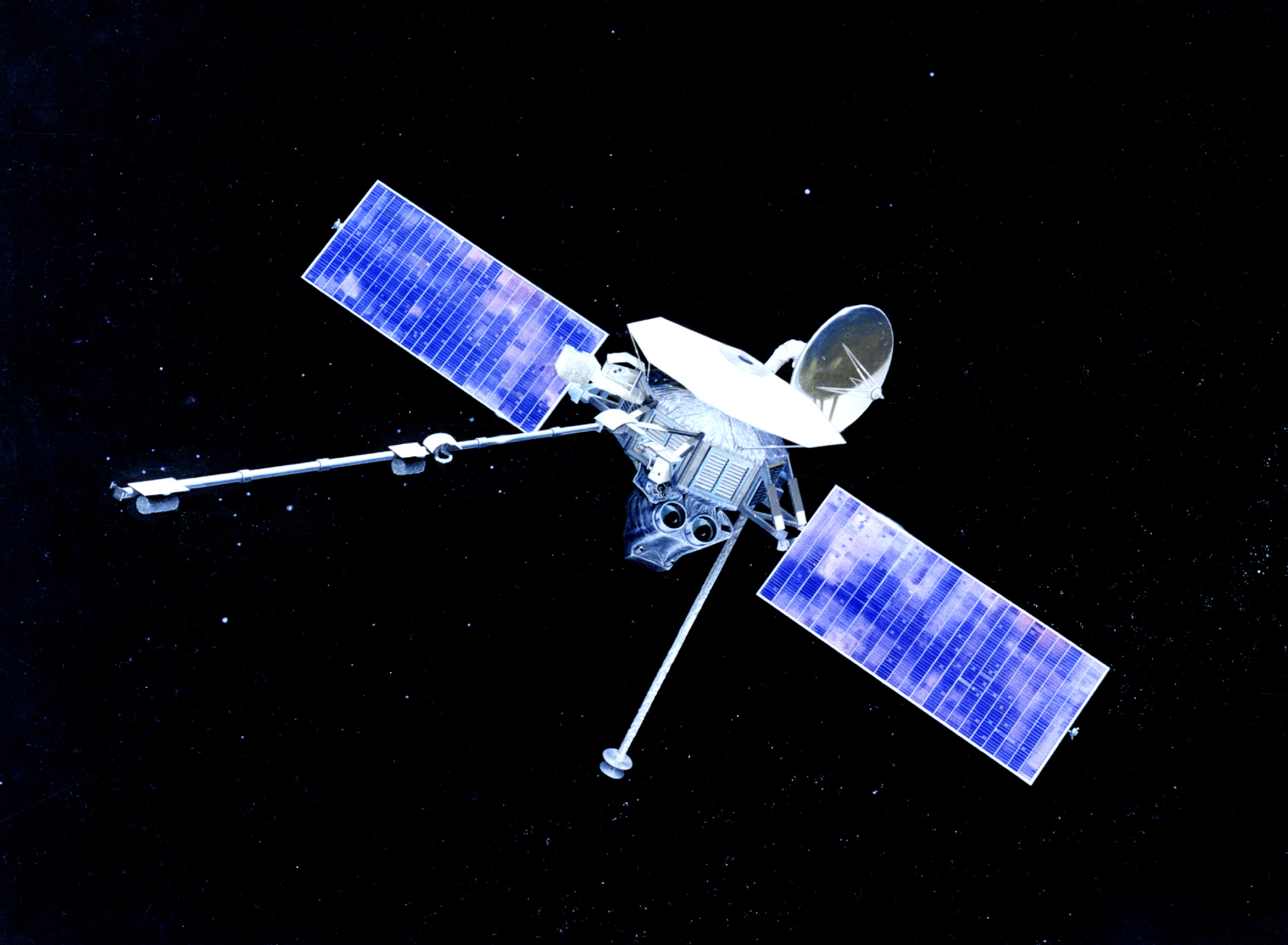
Mariner 10
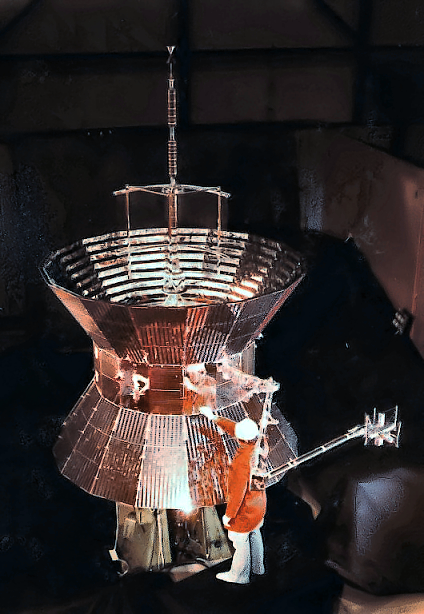
Helios 1 i 2
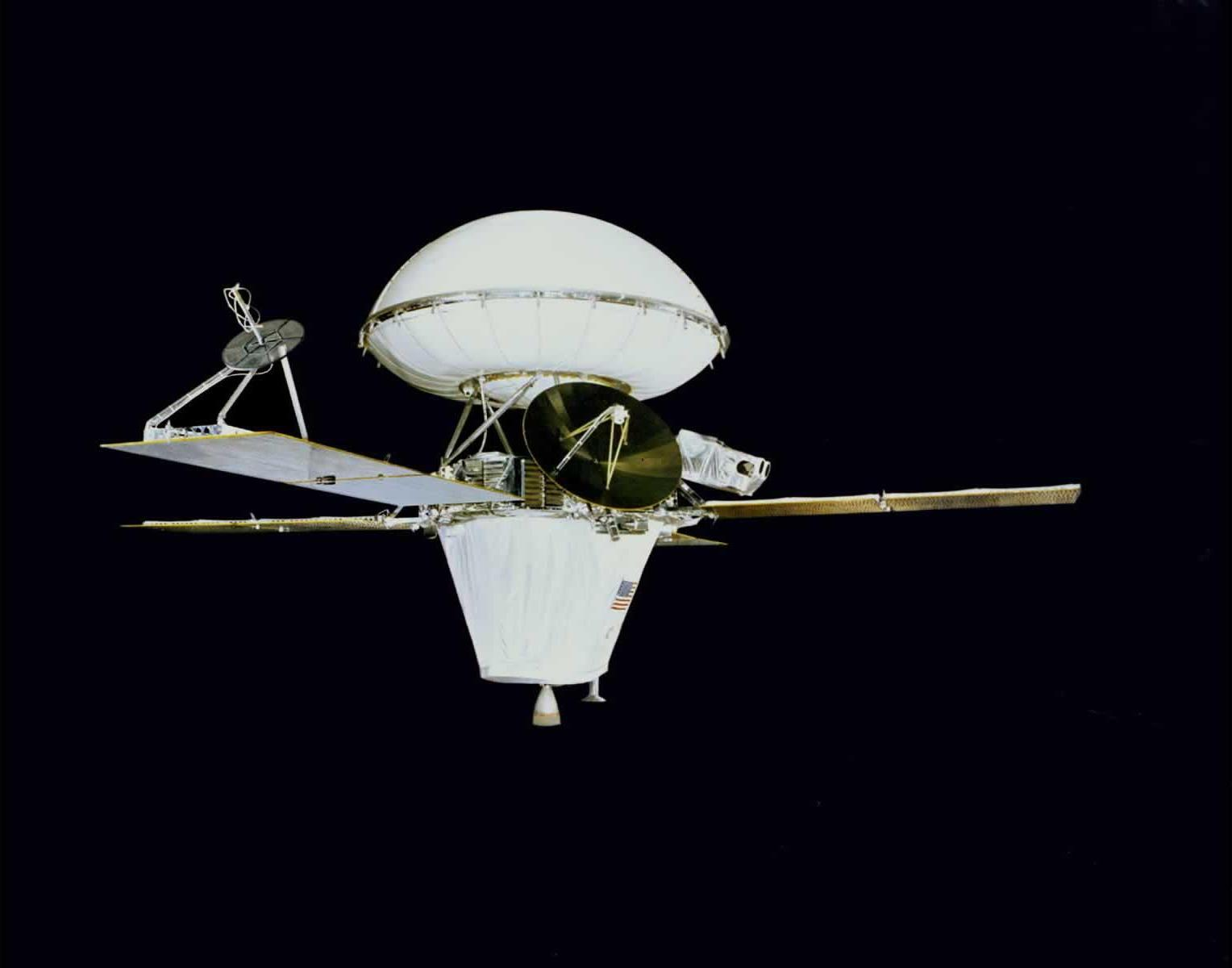
Viking 1 i 2
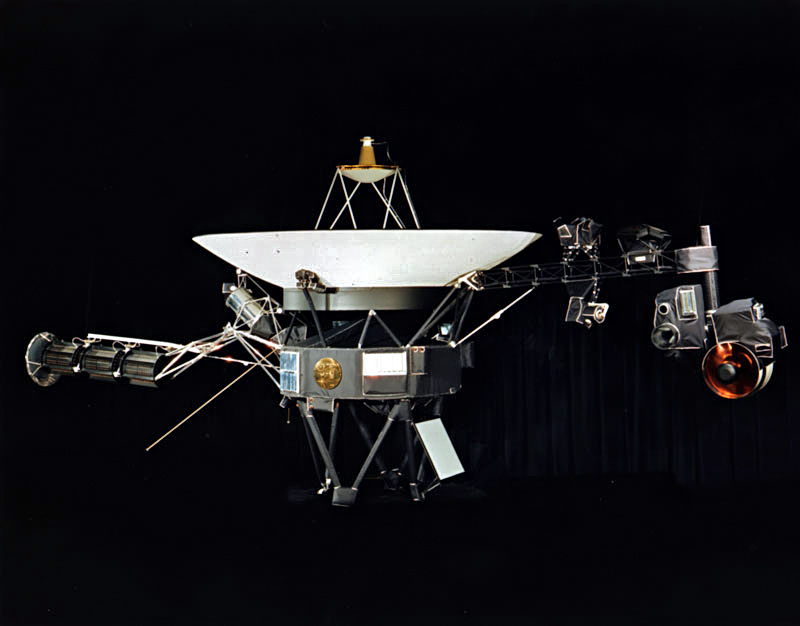
Voyager 1 i 2

## 1981–1990
| Data startu          | Nazwa misji | Państwo. Organizacja | Opis i uwagi |
| -------------------- | ----------- | -------------------- | --- |
| 30 października 1981 | Wenera 13   | Ławoczkin            | Lądowanie na powierzchni Wenus: 1 marca 1982, 03:57:21 UTC (7,55°S, 303,69°E – Phoebe Regio). Wykonanie kolorowych fotografii powierzchni, analiza próbek gruntu. Czas działania po wylądowaniu 127 min. Łączność z członem przelotowym pozostałym na orbicie heliocentrycznej utrzymywano do 25 kwietnia 1983. |
| 4 listopada 1981     | Wenera 14   | Ławoczkin            | Lądowanie na powierzchni Wenus: 5 marca 1982, 07:00:10 UTC (13,055°S, 310,19°E – Phoebe Regio). Wykonanie kolorowych fotografii powierzchni, analiza próbek gruntu. Czas działania po wylądowaniu 57 min. Łączność z członem przelotowym pozostałym na orbicie heliocentrycznej utrzymywano do 9 kwietnia 1983. |
| 2 czerwca 1983       | Wenera 15   | Ławoczkin            | Wejście na orbitę wokół Wenus 10 października 1983. Wykonanie radarowej mapy części północnej półkuli planety. Łączność utrzymywano do 5 stycznia 1985. |
| 7 czerwca 1983       | Wenera 16   | Ławoczkin            | Wejście na orbitę wokół Wenus 14 października 1983. Wykonanie radarowej mapy części północnej półkuli planety. Łączność utrzymywano do 13 czerwca 1985. |
| 15 grudnia 1984      | Wega 1      | Ławoczkin            | Lądowanie na powierzchni Wenus: 11 czerwca 1985, 03:02:54 UTC (7,11°N, 177,48°E – Rusalka Planitia). Czas działania po wylądowaniu 20 min. Sonda balonowa w atmosferze Wenus: czas działania 46,5 h. Przelot 6 marca 1986 w odległości 8890 km od jądra komety Halleya. Łączność z członem przelotowym utrzymywano do 30 stycznia 1987. |
| 21 grudnia 1984      | Wega 2      | Ławoczkin            | Lądowanie na powierzchni Wenus: 15 czerwca 1985, 03:00:50 UTC (7,52°S, 179,4°E – Atla Regio, Aphrodite Terra). Analiza składu gruntu. Czas działania po wylądowaniu 22 min. Sonda balonowa w atmosferze Wenus: czas działania 46,5 h. Przelot 9 marca 1986 w odległości 8030 km od jądra komety Halleya. Łączność z członem przelotowym utrzymywano do 24 marca 1987. |
| 7 stycznia 1985      | Sakigake    | ISAS                 | Pierwsza japońska testowa sonda międzyplanetarna. Przelot 11 marca 1986 w odległości 6,99 mln km od komety Halleya. Łączność utrzymywano do 7 stycznia 1999. |
| 2 lipca 1985         | Giotto      | ESA                  | Przelot 14 marca 1986 w odległości 596 km od jądra komety Halleya. Wykonanie pierwszych dokładnych fotografii jądra kometarnego. Przelot 10 lipca 1992 w odległości ok. 200 km od jądra komety 26P/Grigg-Skjellerup. Misja zakończona 23 lipca 1992. |
| 18 sierpnia 1985     | Suisei      | ISAS                 | Przelot 8 marca 1986 w odległości 152 400 km od komety Halleya. Misja zakończona w 1992 roku. |
| 7 lipca 1988         | Fobos 1     | Ławoczkin            | Planowany sztuczny satelita Marsa, przelot nad powierzchnią Fobosa i zrzucenie na niego lądownika. Utrata łączności wskutek błędu w komendzie sterującej przesłanej 29 sierpnia 1988. |
| 12 lipca 1988        | Fobos 2     | Ławoczkin            | Wejście na orbitę wokół Marsa 29 stycznia 1989. Planowany przelot nad powierzchnią Fobosa i zrzucenie na niego dwóch lądowników. Utrata łączności 27 marca 1989 podczas manewrów zbliżania do Fobosa. |
| 4 maja 1989          | Magellan    | NASA, JPL            | Wejście na orbitę wokół Wenus 10 sierpnia 1990. Wykonanie szczegółowej mapy radarowej 98% powierzchni i mapy pola grawitacyjnego 95% powierzchni planety. Łączność utrzymywano do 12 października 1994. |
| 18 października 1989 | Galileo     | NASA, JPL            | Pierwszy sztuczny satelita i próbnik atmosferyczny Jowisza. Zbliżenie do Wenus 10 lutego 1990 na odległość 16 123 km. Przeloty obok planetoid (951) Gaspra 29 października 1991 w odległości 1601 km oraz (243) Ida 28 sierpnia 1993 w odległości 2392 km. Wejście próbnika w atmosferę Jowisza 7 grudnia 1995. Wejście na orbitę wokół Jowisza 8 grudnia 1995. Wielokrotne przeloty obok księżyców planety. Łączność utrzymywano do wtargnięcia sondy w atmosferę Jowisza 21 września 2003. |
| 6 października 1990  | Ulysses     | ESA NASA, JPL        | Badania przestrzeni międzyplanetarnej poza płaszczyzną ekliptyki. Przelot obok Jowisza 8 lutego 1992 w odległości 378 400 km i wejście na orbitę heliocentryczną o nachyleniu 79,11° do płaszczyzny ekliptyki. Przeloty nad biegunami Słońca. Łączność utrzymywano do 30 czerwca 2009. |

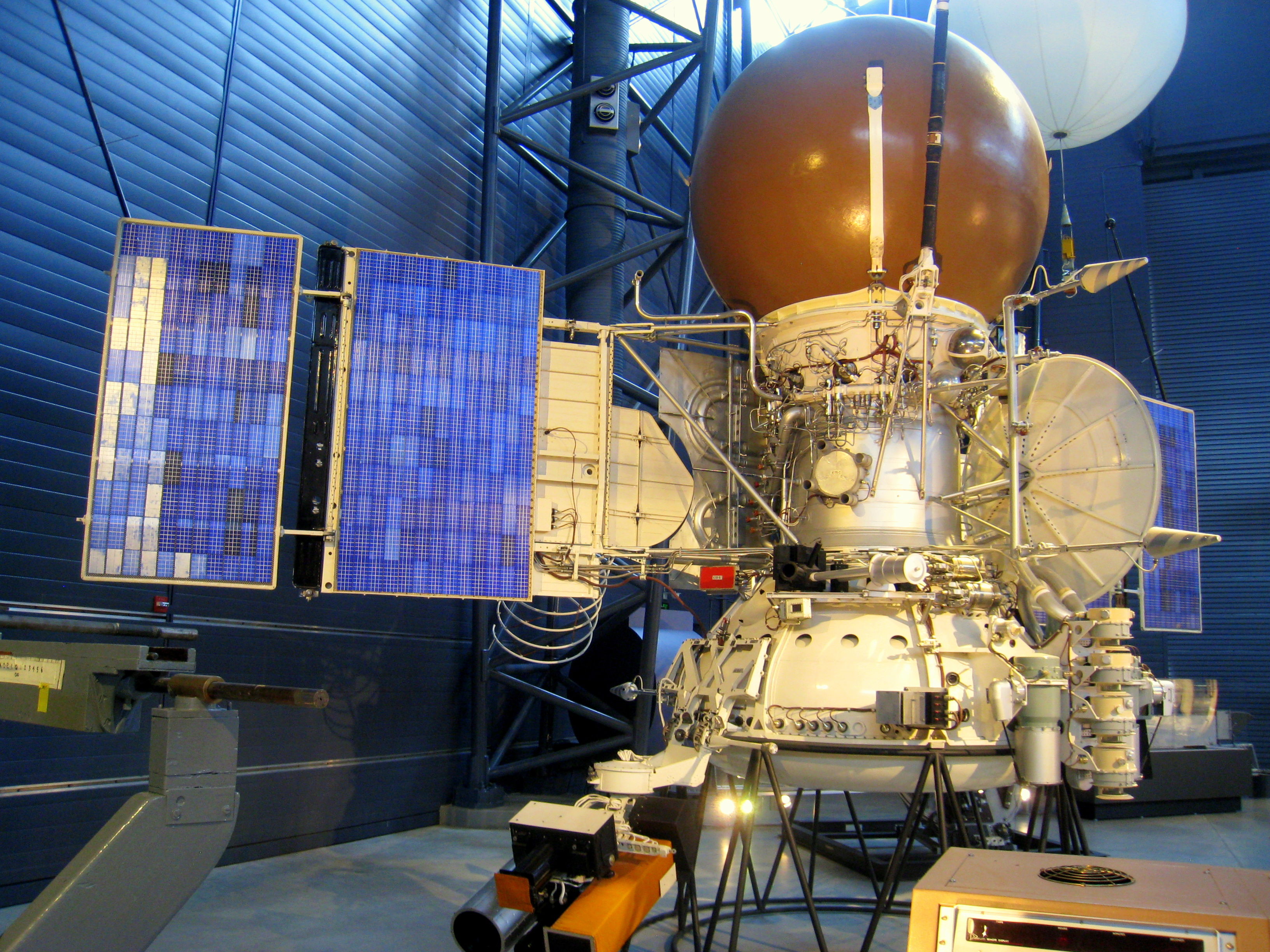
Wega 1 i 2
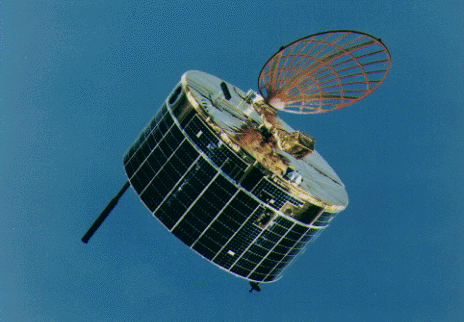
Sakigake
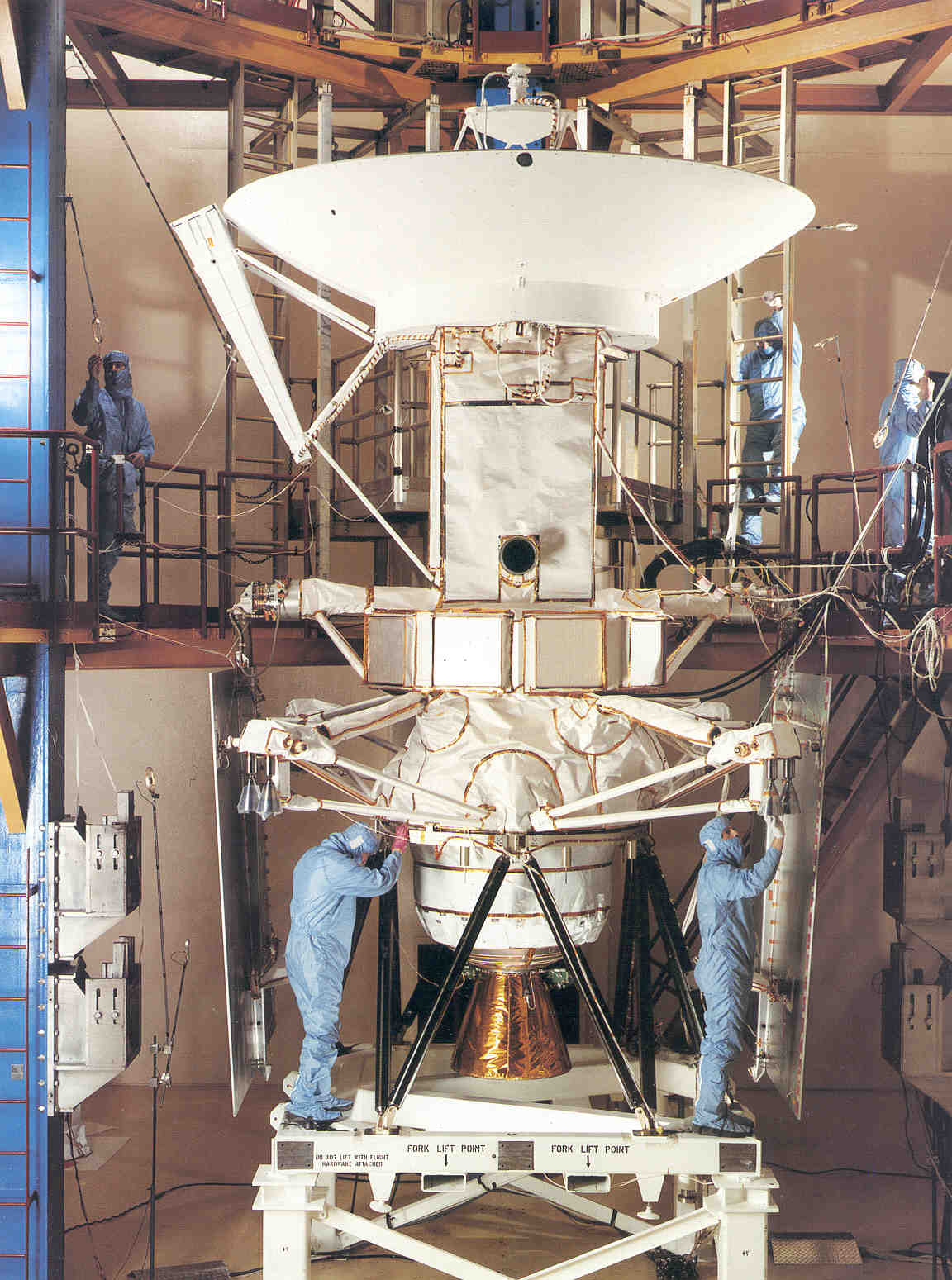
Magellan
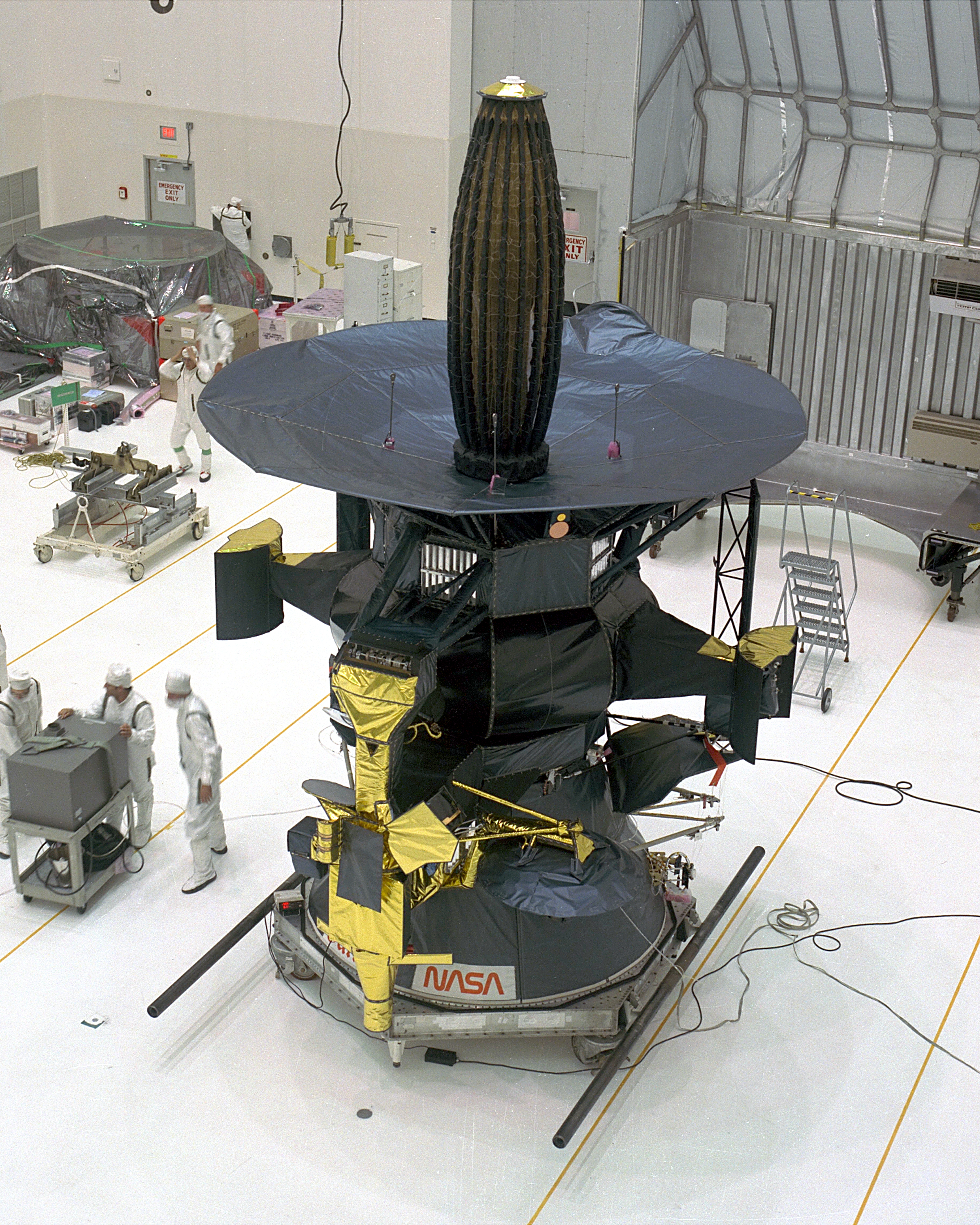
Galileo
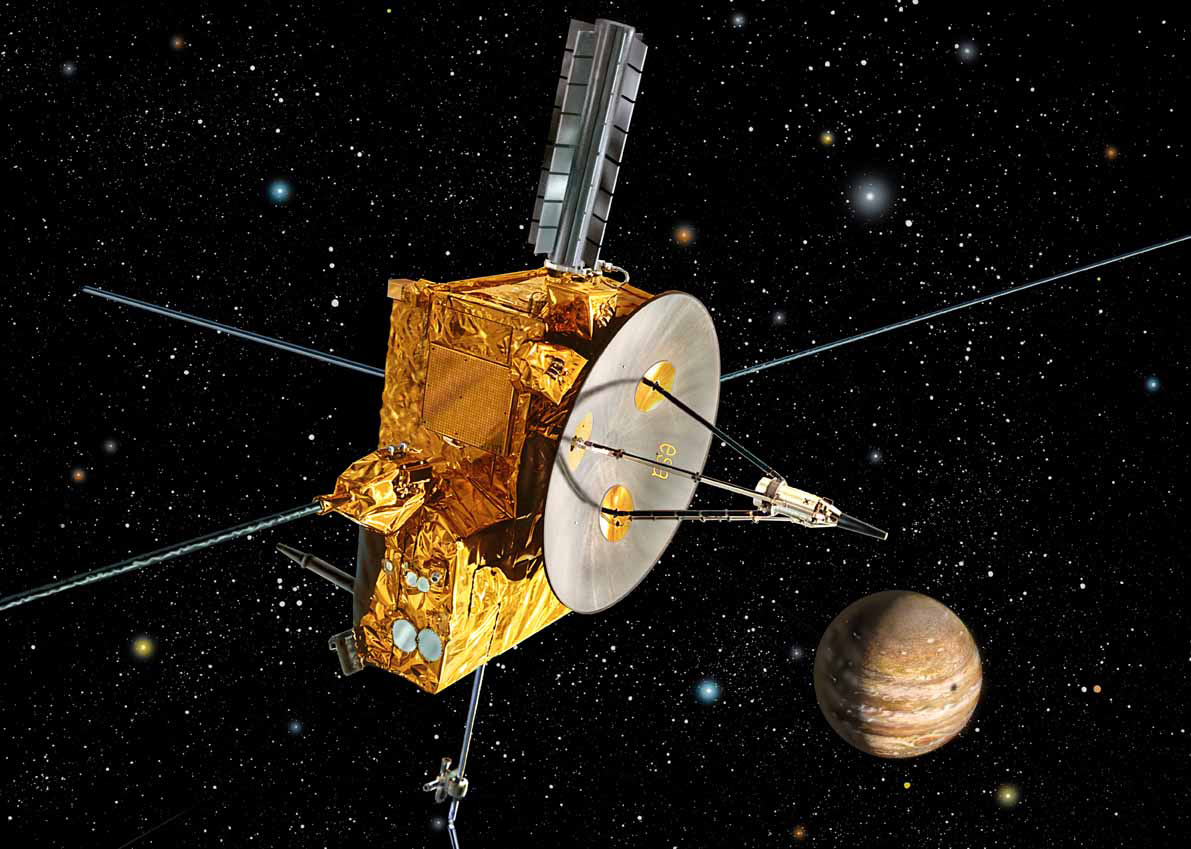
Ulysses

## 1991–2000
| Data startu          | Nazwa misji                      | Państwo. Organizacja | Opis i uwagi |
| -------------------- | -------------------------------- | -------------------- | --- |
| 25 września 1992     | Mars Observer                    | NASA, JPL            | Planowany sztuczny satelita Marsa. Utrata łączności 22 sierpnia 1993 podczas przygotowań do manewru wejścia sondy na orbitę wokół planety. |
| 25 stycznia 1994     | Clementine                       | BMDO, NASA           | Sztuczny satelita Księżyca od 19 lutego do 4 maja 1994. Planowany przelot obok planetoidy (1620) Geographos. Awaria 7 maja 1994 uniemożliwiła misję do planetoidy. Sonda pozostała na orbicie heliocentrycznej. Misja została zakończona 8 sierpnia 1994. Kontakt ponownie utrzymywano od 20 lutego do 10 maja 1995. |
| 1 listopada 1994     | Wind                             | NASA, GSFC           | Badania wiatru słonecznego i przestrzeni międzyplanetarnej z różnorodnych orbit położonych w pobliżu Ziemi i z orbity wokół punktu L1 układu Ziemia – Słońce. |
| 2 grudnia 1995       | SOHO                             | ESA NASA             | Obserwacje Słońca i wiatru słonecznego z orbity wokół punktu L1 układu Ziemia – Słońce. |
| 17 lutego 1996       | NEAR Shoemaker                   | NASA, GSFC, APL      | Przelot obok planetoidy (253) Mathilde 27 czerwca 1997 w odległości 1200 km. Przelot obok planetoidy (433) Eros 23 grudnia 1998 w odległości 3827 km, wejście na orbitę wokół niej 14 lutego 2000 i lądowanie na powierzchni 12 lutego 2001, 19:44:16 UTC. Łączność utrzymywano do 28 lutego 2001. |
| 7 listopada 1996     | Mars Global Surveyor             | NASA, JPL            | Wejście na orbitę wokół Marsa 12 września 1997. Wykonanie map topograficznych i mineralogicznych planety. Łączność utrzymywano do 2 listopada 2006. |
| 16 listopada 1996    | Mars 96                          | Ławoczkin            | Planowany sztuczny satelita Marsa, dwa lądowniki i dwa penetratory. Z powodu awarii górnego stopnia rakiety nośnej sonda uległa zniszczeniu w atmosferze Ziemi. |
| 4 grudnia 1996       | Mars Pathfinder                  | NASA, JPL            | Lądowanie na powierzchni Marsa 4 lipca 1997, 16:56:55 UTC (19,13°N, 33,22°W – Ares Vallis). Łazik Sojourner przebył dystans ok. 100 m. Łączność utrzymywano do 27 września 1997. |
| 25 sierpnia 1997     | ACE                              | NASA, GSFC           | Badania wiatru słonecznego i przestrzeni międzyplanetarnej z orbity wokół punktu L1 układu Ziemia – Słońce. |
| 15 października 1997 | Cassini-Huygens                  | NASA, JPL ESA ASI    | Pierwszy sztuczny satelita Saturna i lądowanie na Tytanie. Przeloty obok Wenus 26 kwietnia 1998 w odległości 284 km i 24 czerwca 1999 (602 km) oraz obok Jowisza 30 grudnia 2000 w odległości 9,7 mln km. Wejście na orbitę wokół Saturna 1 lipca 2004. Wielokrotne przeloty obok księżyców planety. Łączność utrzymywano do wtargnięcia sondy w atmosferę Saturna 15 września 2017. Huygens – lądowanie na powierzchni Tytana: 14 stycznia 2005, 11:38:10 UTC (10,25°S, 192,32°W). Badanie atmosfery i wykonanie fotografii powierzchni księżyca. Czas działania po wylądowaniu 72 min. |
| 3 lipca 1998         | Nozomi                           | ISAS                 | Planowany sztuczny satelita Marsa. Z powodu awarii sonda nie weszła na orbitę, lecz minęła planetę 14 grudnia 2003 w odległości ok. 1000 km. Misja zakończona 9 grudnia 2003. |
| 24 października 1998 | Deep Space 1                     | NASA, JPL            | Przeprowadzenie testów dwunastu nowych technologii, w tym silnika jonowego. Przeloty obok planetoidy (9969) Braille 29 lipca 1999 w odległości 26 km i komety 19P/Borrelly 22 września 2001 w odległości 2171 km. Łączność utrzymywano do 18 grudnia 2001. |
| 11 grudnia 1998      | Mars Climate Orbiter             | NASA, JPL            | Planowany sztuczny satelita Marsa. Z powodu błędu nawigacyjnego sonda uległa zniszczeniu w atmosferze Marsa podczas manewru wejścia na orbitę 23 września 1999. |
| 3 stycznia 1999      | Mars Polar Lander / Deep Space 2 | NASA, JPL            | Nieudana próba lądowania w okolicach południowej czapy polarnej Marsa (76,1°S, 195,3°W). Lądownik nie nawiązał kontaktu po sekwencji lądowania 3 grudnia 1999. Deep Space 2 – dwa penetratory (Amundsen i Scott) na pokładzie sondy Mars Polar Lander. Nie nawiązały kontaktu po próbie lądowania 3 grudnia 1999. |
| 7 lutego 1999        | Stardust                         | NASA, JPL            | Sprowadzenie na Ziemię próbek pyłu z komy i pyłu międzygwiazdowego. Przeloty obok planetoidy (5535) Annefrank 2 listopada 2002 w odległości 3078 km i komety 81P/Wild 2 stycznia 2004 w odległości 240 km. Powrót na Ziemię lądownika z próbkami pyłu 15 stycznia 2006. Sonda pozostała na orbicie heliocentrycznej i dokonała przelotu obok komety 9P/Tempel 15 lutego 2011 w odległości 181 km. Łączność utrzymywano do 24 marca 2011. |

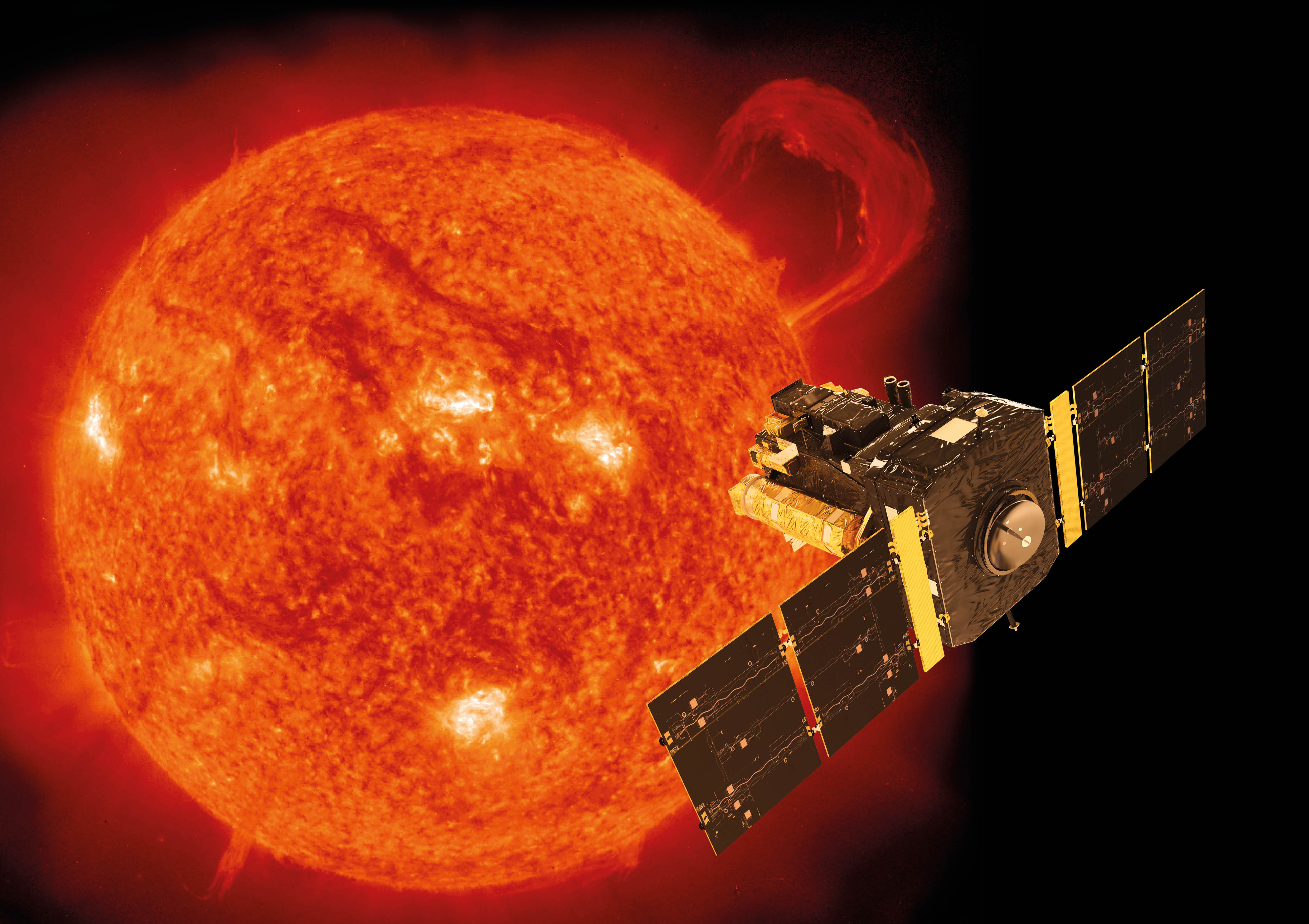
SOHO
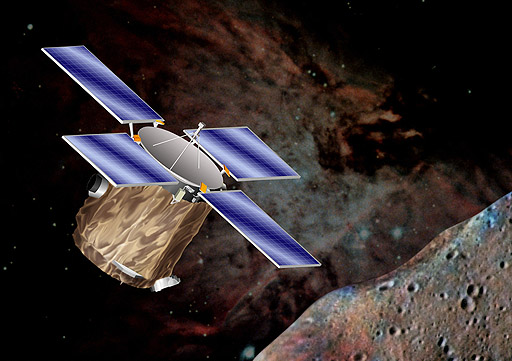
NEAR Shoemaker
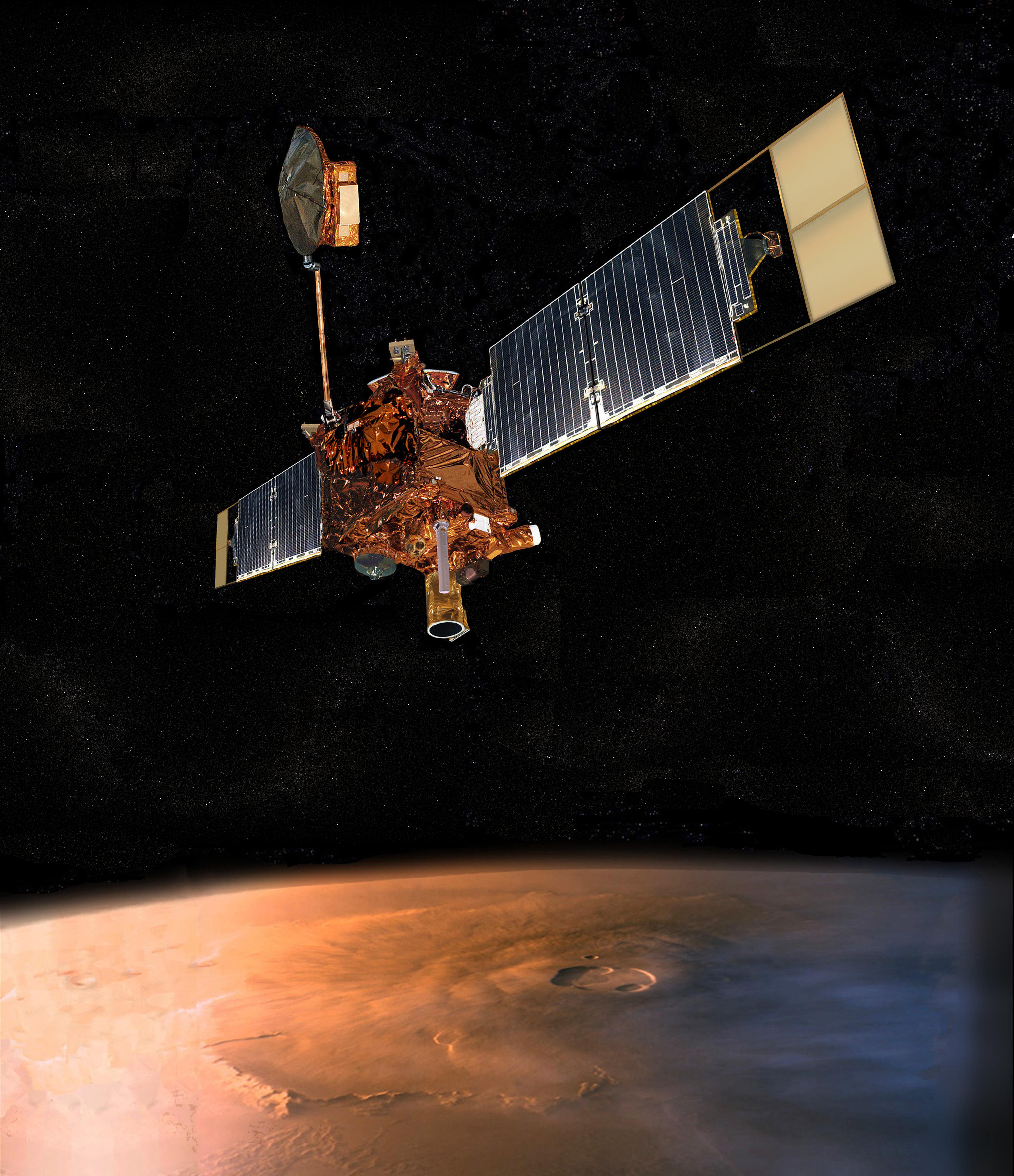
Mars Global Surveyor
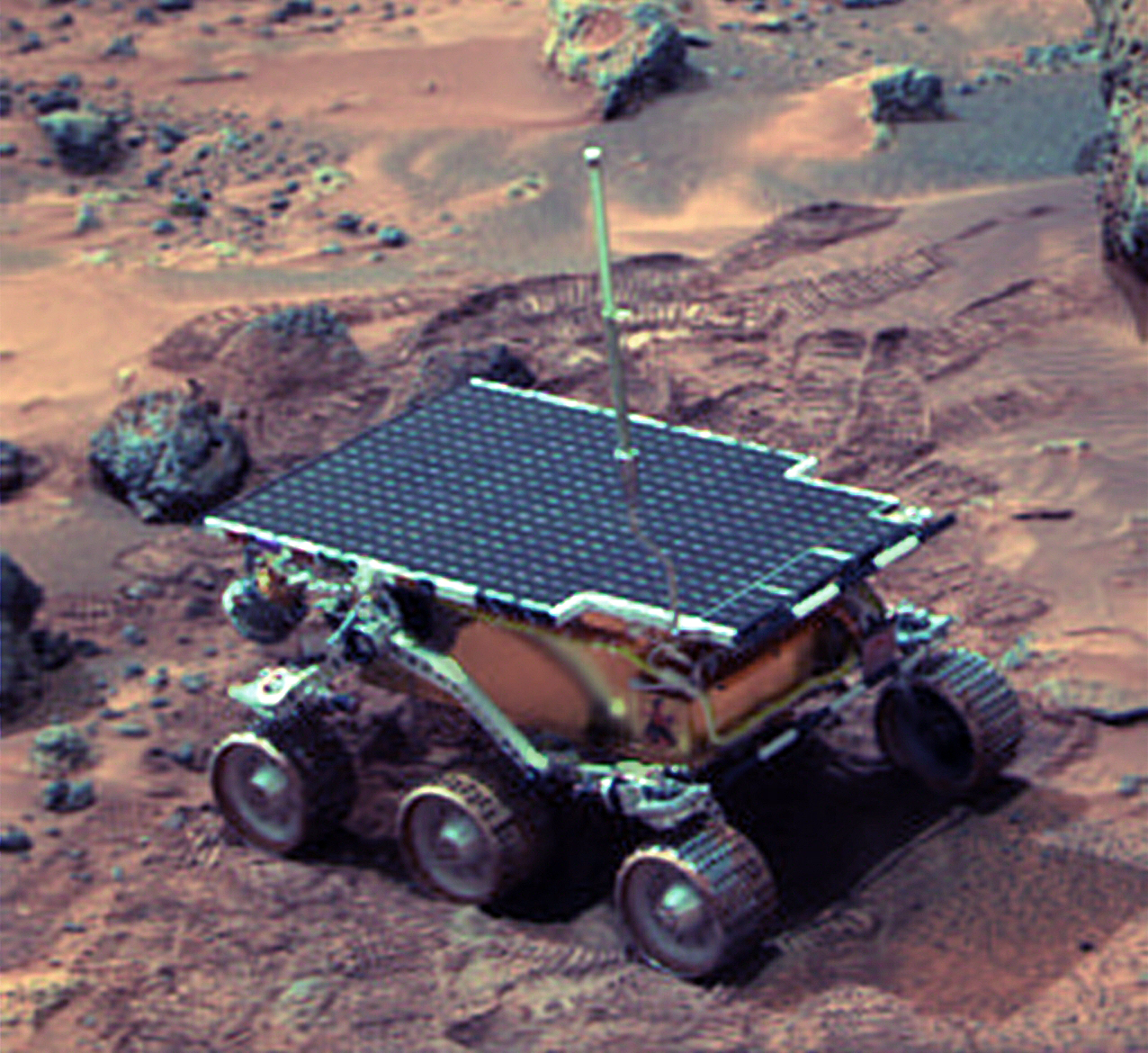
Łazik Sojourner
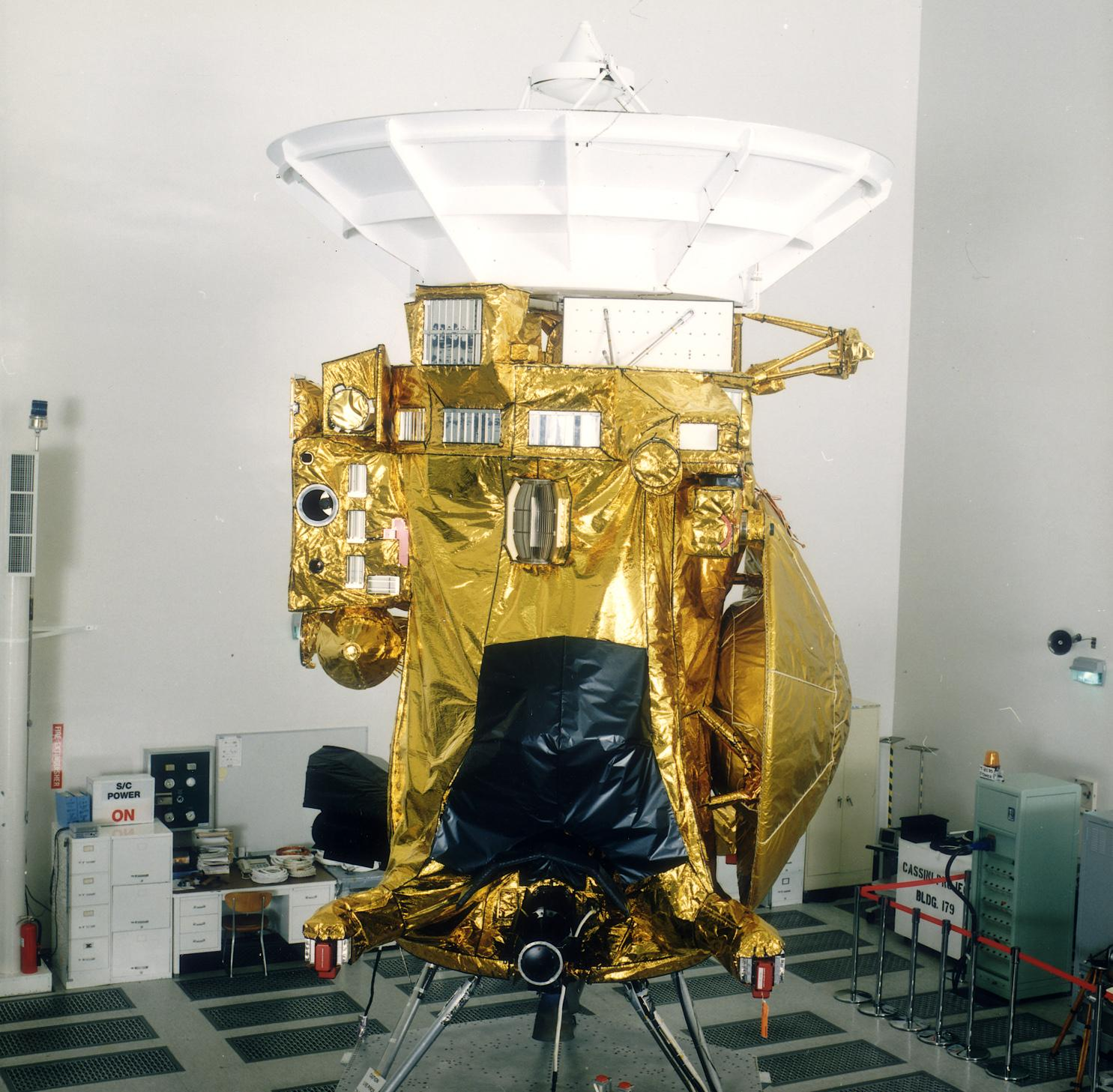
Cassini-Huygens
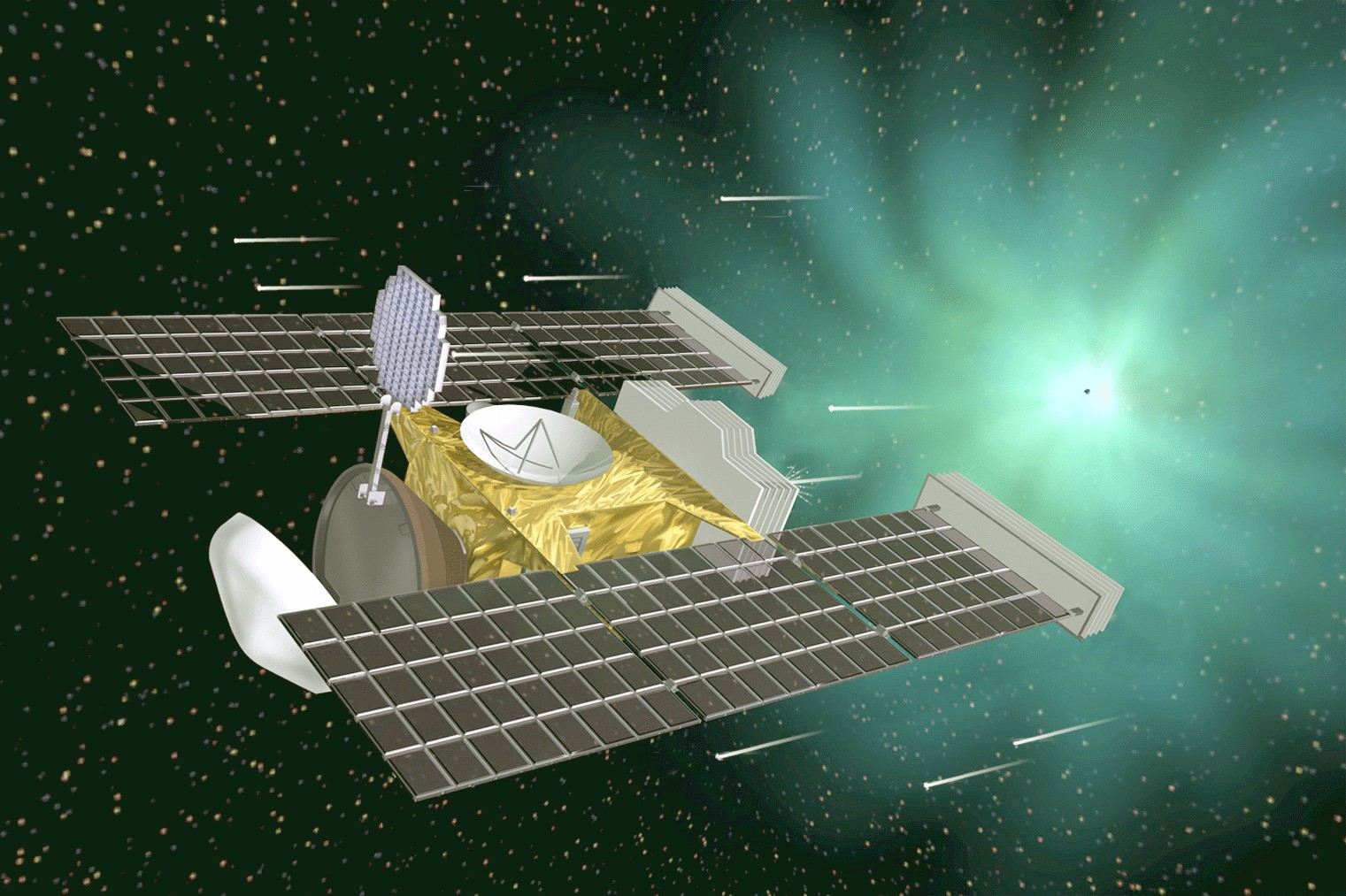
Stardust

## 2001–2010
| Data startu          | Nazwa misji                 | Państwo. Organizacja | Opis i uwagi |
| -------------------- | --------------------------- | -------------------- | --- |
| 7 kwietnia 2001      | 2001 Mars Odyssey           | NASA, JPL            | Wejście na orbitę wokół Marsa 24 października 2001. Wykonanie map mineralogicznych, obserwacje atmosfery i pomiary radiacji w otoczeniu planety. Utrzymywanie łączności z lądownikami na powierzchni Marsa. |
| 30 czerwca 2001      | WMAP                        | NASA, GSFC           | Wykonanie map anizotropii mikrofalowego promieniowania tła z orbity wokół punktu L2 układu Ziemia – Słońce. Łączność utrzymywano do 28 października 2010. |
| 8 sierpnia 2001      | Genesis                     | NASA, JPL            | Sprowadzenie na Ziemię próbek wiatru słonecznego. Sonda umieszczona na orbicie wokół punktu L1 układu Ziemia – Słońce. Kapsuła lądownika uległa rozbiciu podczas powrotu na Ziemię 8 września 2004. Część próbek została odzyskana. Pozostała część sondy pozostała na orbicie heliocentrycznej. Łączność utrzymywano do 16 grudnia 2004. |
| 3 lipca 2002         | CONTOUR                     | NASA, APL            | Planowany przelot obok komet 2P/Encke i 73P/Schwassmann-Wachmann. Sonda uległa zniszczeniu podczas manewru opuszczenia orbity wokółziemskiej 15 sierpnia 2002, jej szczątki pozostały na orbicie heliocentrycznej. |
| 9 maja 2003          | Hayabusa                    | ISAS, JAXA           | Sprowadzenie na Ziemię próbek pyłu z powierzchni planetoidy (25143) Itokawa. Zbliżenie do planetoidy 12 września 2005, dwukrotne lądowanie i start z jej powierzchni 19 listopada i 25 listopada 2005. Powrót na Ziemię lądownika z próbkami pyłu 13 czerwca 2010. MINERVA – nieudana próba lądowania na powierzchni (25143) Itokawa 12 listopada 2005. Lądownik minął planetoidę. |
| 2 czerwca 2003       | Mars Express / Beagle 2     | ESA OU, ULeicester   | Wejście na orbitę wokół Marsa 25 grudnia 2003. Wykonanie map topograficznych i mineralogicznych, obserwacje atmosfery i struktur podpowierzchniowych planety. Beagle 2 – Nieudana próba lądowania na powierzchni Marsa (11,5°N, 269,6°W – Isidis Planitia). Lądownik nie nawiązał kontaktu po sekwencji lądowania 25 grudnia 2003. |
| 10 czerwca 2003      | Spirit                      | NASA, JPL            | Lądowanie łazika na powierzchni Marsa 4 stycznia 2004, 04:26 UTC (14,5692°S, 175,4729°E – krater Gusiewa). Przeprowadzenie badań składu minerałów i skał, poszukiwanie śladów dawnej obecności wody. Łączność utrzymywano do 22 marca 2010. Łazik przebył dystans 7730,5 m. |
| 8 lipca 2003         | Opportunity                 | NASA, JPL            | Lądowanie łazika na powierzchni Marsa 25 stycznia 2004, 04:54:22 UTC (1,9483°S, 354,47417°E – Meridiani Planum). Przeprowadzenie badań składu minerałów i skał, poszukiwanie śladów dawnej obecności wody. Łączność utrzymywano do 10 czerwca 2018. Łazik przebył dystans 45,16 km. |
| 25 sierpnia 2003     | Spitzer Space Telescope     | NASA, JPL, Caltech   | Teleskop kosmiczny na orbicie heliocentrycznej przeznaczony do obserwacji astronomicznych w zakresie podczerwieni. Łączność utrzymywano do 30 stycznia 2020. |
| 2 marca 2004         | Rosetta / Philae            | ESA                  | Sztuczny satelita i lądownik na powierzchni komety 67P/Czuriumow-Gierasimienko. Przeloty obok Marsa 25 lutego 2007 w odległości 250 km, planetoid (2867) Šteins 5 września 2008 (802 km) i (21) Lutetia 10 lipca 2010 (3160 km). Dotarcie w pobliże komety 67P/Czuriumow-Gierasimienko 6 sierpnia 2014 i wejście na orbitę wokół jej jądra 10 września 2014. Łączność utrzymywano do opadnięcia sondy na powierzchnię komety 30 września 2016. Philae – lądowanie na powierzchni jądra komety 67P/Czuriumow-Gierasimienko 12 listopada 2014, 17:31:17 UTC. Łączność utrzymywano do 15 listopada 2014 i ponownie sporadycznie od 13 czerwca do 9 lipca 2015. |
| 3 sierpnia 2004      | MESSENGER                   | NASA, APL            | Pierwszy sztuczny satelita Merkurego. Przeloty obok Wenus 24 października 2006 w odległości 2987 km i 5 czerwca 2007 (338 km) oraz obok Merkurego 14 stycznia 2008 (201 km), 6 października 2008 (199 km) i 29 września 2009 (228 km). Wejście na orbitę wokół Merkurego 18 marca 2011. Wykonanie pierwszej globalnej mapy topograficznej i mineralogicznej oraz badania magnetosfery planety. Łączność utrzymywano do uderzenia sondy w powierzchnię Merkurego 30 kwietnia 2015. |
| 12 stycznia 2005     | Deep Impact                 | NASA, JPL            | Uderzenie impaktora w jądro komety 9P/Tempel 4 lipca 2005, 05:44:58 UTC. Część przelotowa sondy minęła jądro w odległości 500 km rejestrując przebieg zderzenia i analizując skład wyrzuconej materii. Przelot obok komety 103P/Hartley 4 listopada 2010 w odległości 694 km. Łączność utrzymywano do 8 sierpnia 2013. |
| 12 sierpnia 2005     | Mars Reconnaissance Orbiter | NASA, JPL            | Wejście na orbitę wokół Marsa 10 marca 2006. Wykonanie map topograficznych i mineralogicznych oraz obserwacje atmosfery planety. Utrzymywanie łączności z lądownikami na powierzchni Marsa. |
| 9 listopada 2005     | Venus Express               | ESA                  | Wejście na orbitę wokół Wenus 11 kwietnia 2006. Badania atmosfery i plazmy w otoczeniu planety. Misja zakończona 16 grudnia 2014. Łączność utrzymywano do 19 stycznia 2015. |
| 19 stycznia 2006     | New Horizons                | NASA, APL            | Pierwszy próbnik Plutona. Przeloty obok Jowisza 28 lutego 2007 w odległości 2,3 mln km, Plutona 14 lipca 2015 w odległości 12 487 km oraz obiektu Pasa Kuipera (486958) Arrokoth 1 stycznia 2019 w odległości 3538 km. |
| 26 października 2006 | STEREO A                    | NASA, GSFC, APL      | Obserwacje Słońca i koronalnych wyrzutów masy z orbity heliocentrycznej na pozycji wyprzedzającej w stosunku do Ziemi. |
| 26 października 2006 | STEREO B                    | NASA, GSFC, APL      | Obserwacje Słońca i koronalnych wyrzutów masy z orbity heliocentrycznej na pozycji pozostającej z tyłu w stosunku do Ziemi. Łączność z sondą utracono 1 października 2014, ponownie krótkotrwale utrzymywano 21 sierpnia – 23 września 2016. |
| 4 sierpnia 2007      | Phoenix                     | NASA, JPL, UArizona  | Lądowanie w okolicach północnej czapy polarnej Marsa 25 maja 2008, 23:38:24 UTC (68,219°N, 234,248°E – Vastitas Borealis). Wykonanie analiz próbek gruntu oraz obserwacje meteorologiczne. Łączność utrzymywano do 2 listopada 2008. |
| 27 września 2007     | Dawn                        | NASA, JPL            | Sztuczny satelita planetoidy (4) Westa i planety karłowatej (1) Ceres. Przelot obok Marsa 18 lutego 2009 w odległości 542 km. Wejście na orbitę wokół (4) Westa 16 lipca 2011, opuszczenie tej orbity 5 września 2012. Wejście na orbitę wokół (1) Ceres 6 marca 2015. Łączność utrzymywano do 31 października 2018. |
| 7 marca 2009         | Kepler                      | NASA, ARC, JPL       | Teleskop kosmiczny na orbicie heliocentrycznej przeznaczony do poszukiwania planet pozasłonecznych. Misja zakończona 30 października 2018. Łączność utrzymywano do 15 listopada 2018. |
| 14 maja 2009         | Herschel                    | ESA                  | Teleskop kosmiczny na orbicie wokół punktu L2 układu Ziemia – Słońce przeznaczony do obserwacji astronomicznych w zakresie dalekiej podczerwieni i fal submilimetrowych. Obserwacje astronomiczne zakończono 29 kwietnia 2013. Łączność utrzymywano do 17 czerwca 2013. |
| 14 maja 2009         | Planck                      | ESA                  | Wykonanie map anizotropii mikrofalowego promieniowania tła z orbity wokół punktu L2 układu Ziemia – Słońce. Łączność utrzymywano do 23 października 2013. |
| 20 maja 2010         | Akatsuki                    | JAXA                 | Sztuczny satelita Wenus. Nieudana próba wejścia na orbitę 6 grudnia 2010, z powodu awarii silnika. Sonda minęła planetę w odległości 550 km. Wejście na orbitę wokół Wenus podczas drugiej próby 7 grudnia 2015. Badania atmosfery planety. |
| 20 maja 2010         | IKAROS                      | JAXA                 | Test eksperymentalnego żagla słonecznego na orbicie heliocentrycznej. Przelot obok Wenus 8 grudnia 2010 w odległości 80 800 km. Łączność utrzymywano z przerwami do 21 maja 2015. |
| 20 maja 2010         | Shin’en                     | UNISEC               | Testowa sonda konsorcjum uniwersytetów japońskich. Utrata łączności po starcie 21 maja 2010. |
| 1 października 2010  | Chang’e 2                   | CNSA                 | Sztuczny satelita Księżyca od 6 października 2010 do 9 czerwca 2011. Pobyt na orbicie wokół punktu L2 układu Ziemia – Słońce od 25 sierpnia 2011 do 15 kwietnia 2012. Bliski przelot obok planetoidy (4179) Toutatis 13 grudnia 2012 w odległości 1,9 km. |

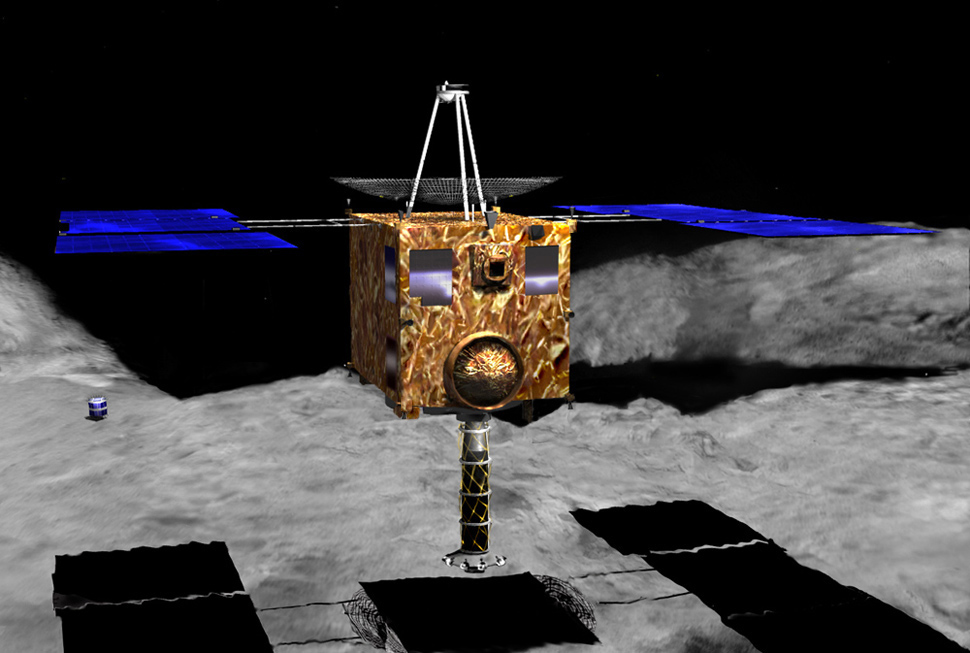
Hayabusa
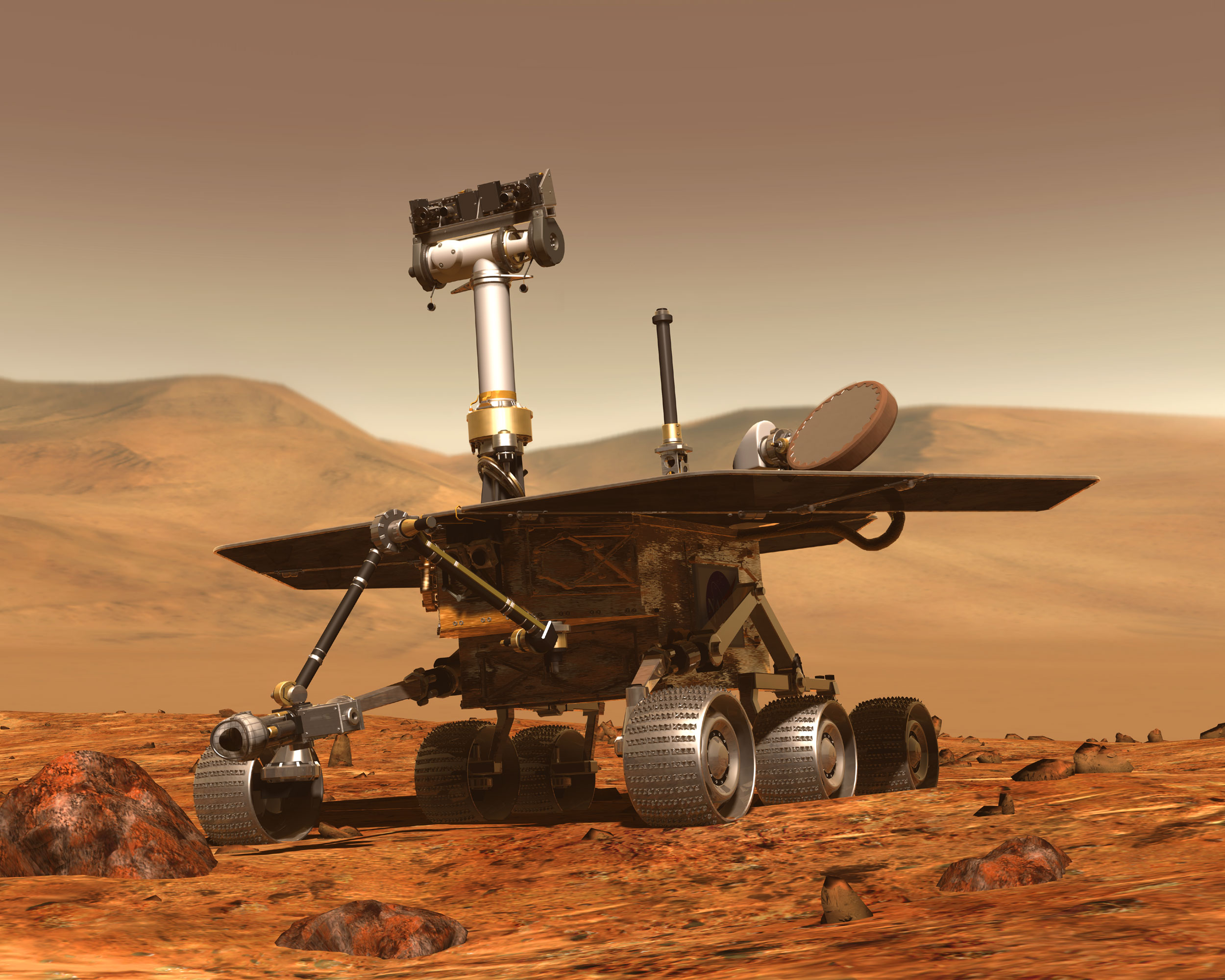
Spirit i Opportunity
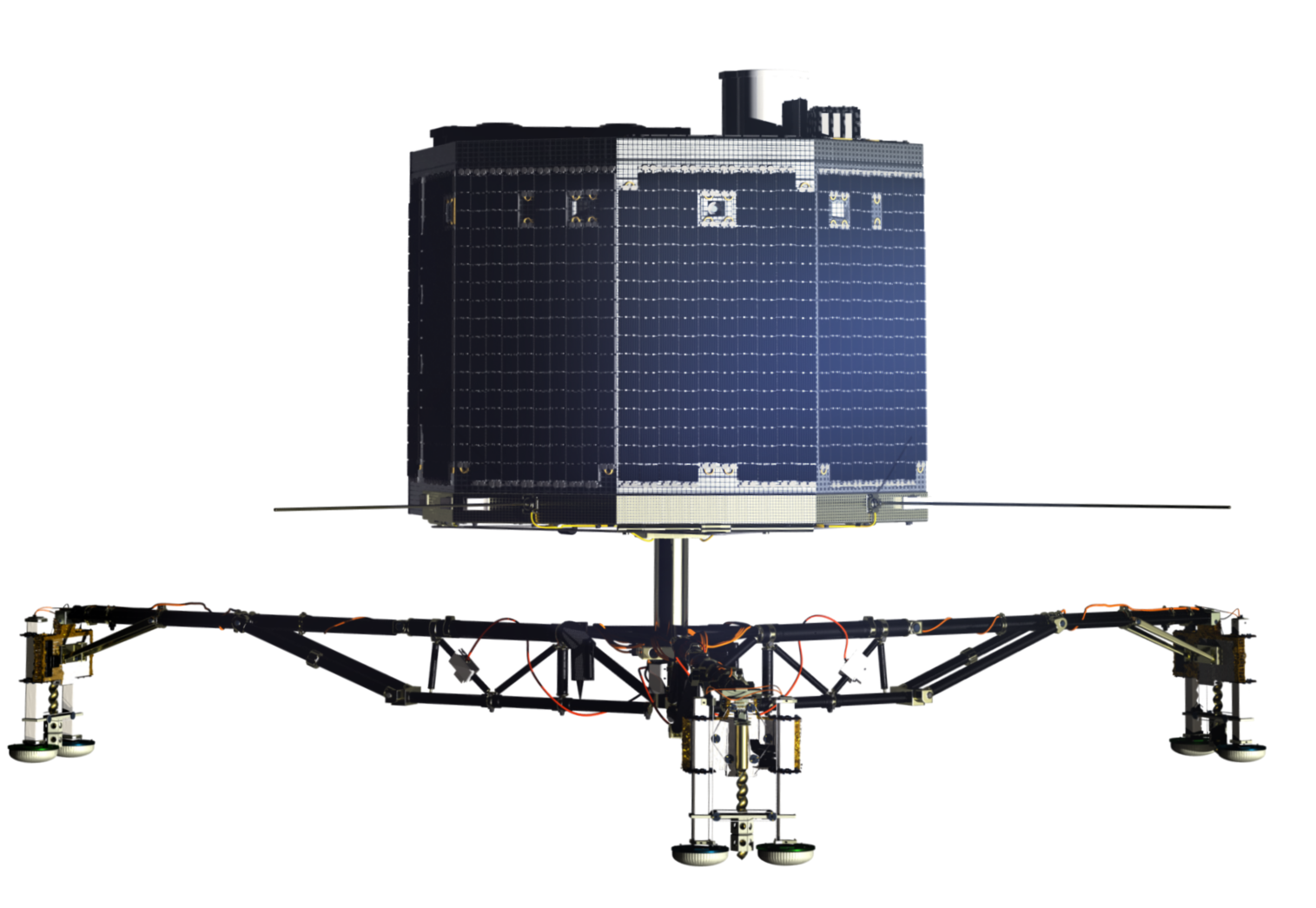
Lądownik Philae
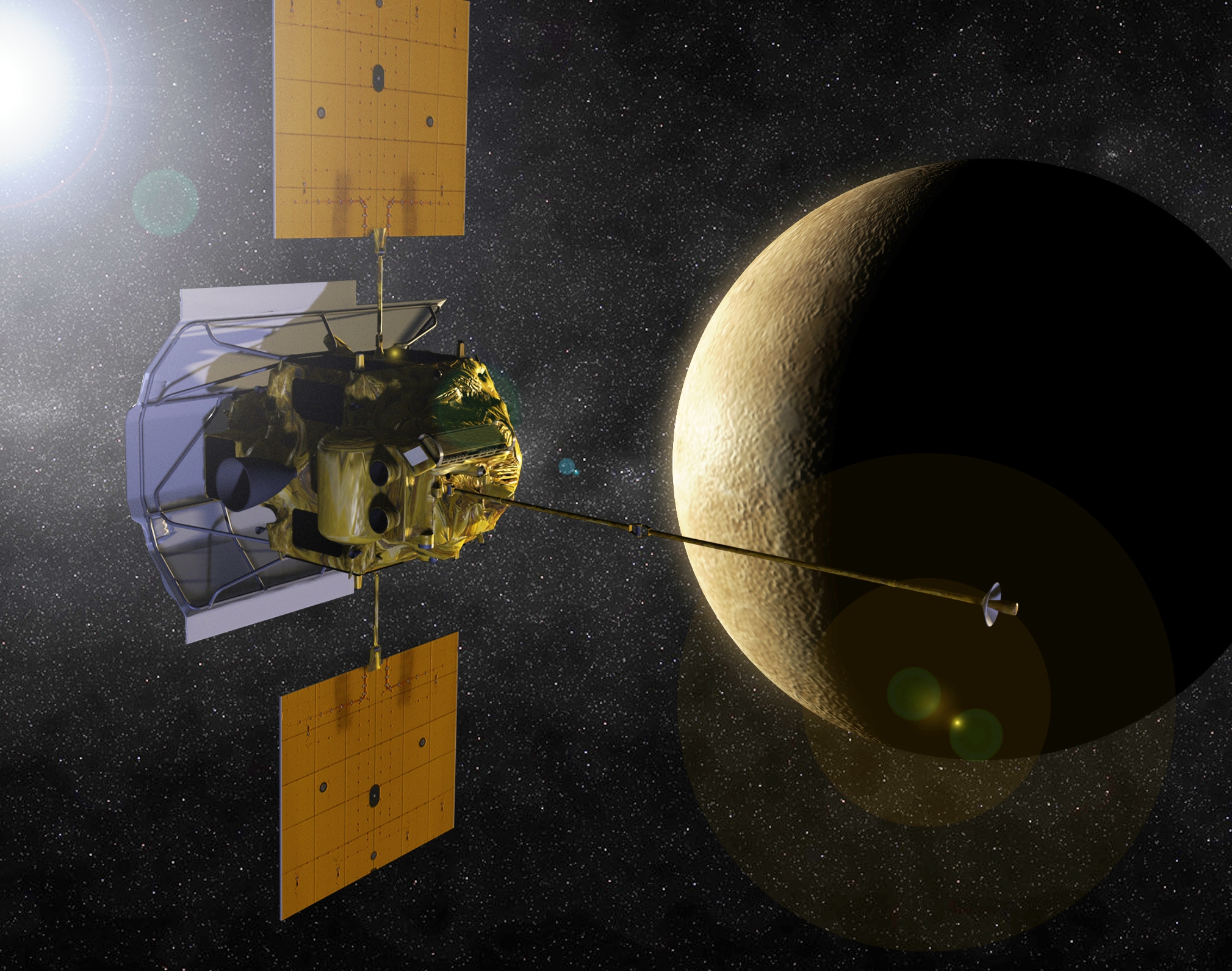
MESSENGER
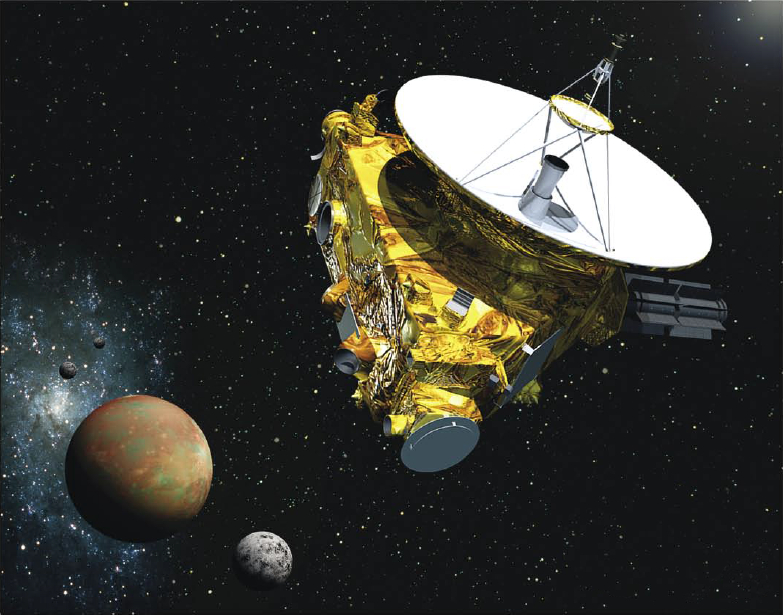
New Horizons
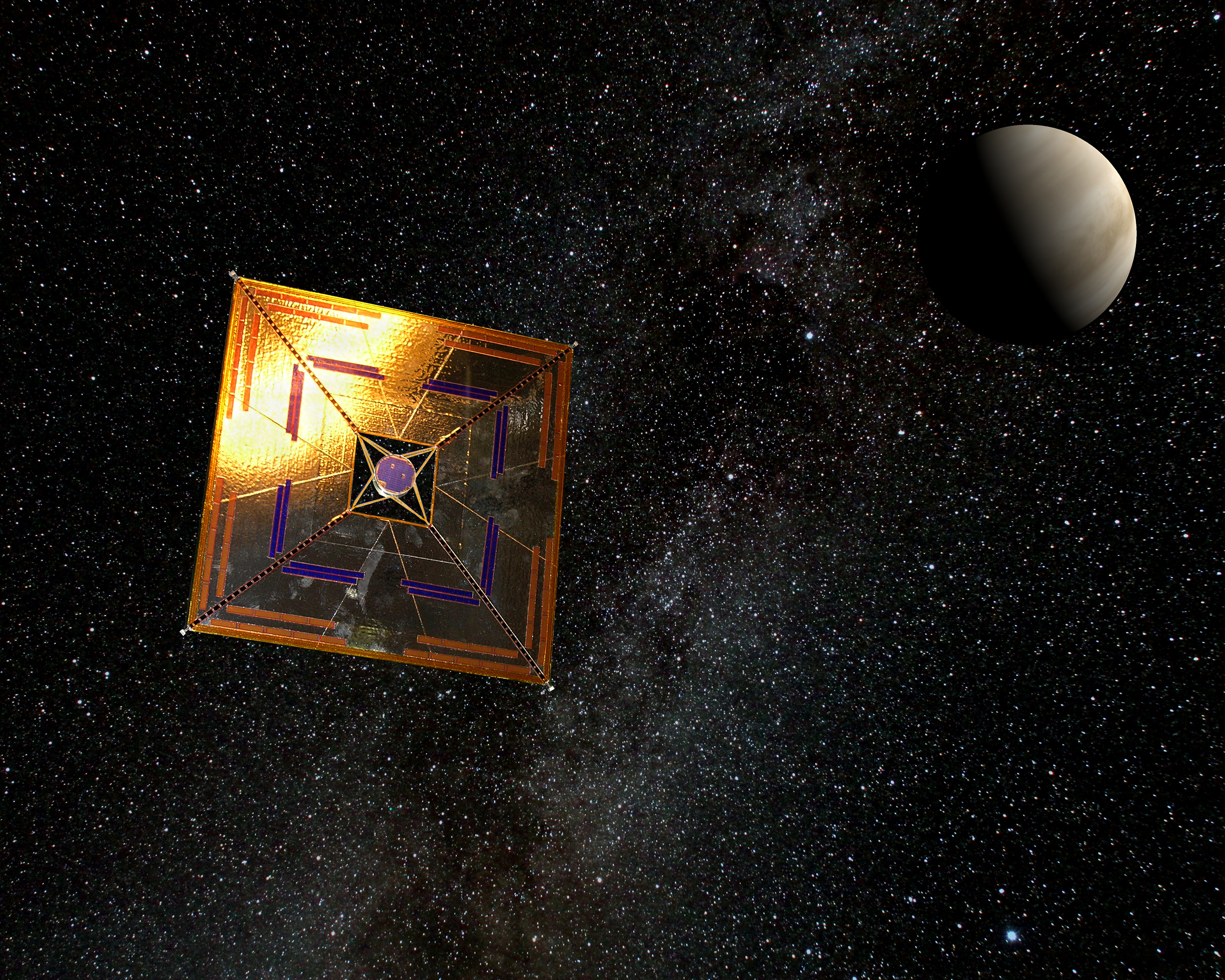
IKAROS

## 2011–2020
| Data startu          | Nazwa misji                              | Państwo. Organizacja   | Opis i uwagi |
| -------------------- | ---------------------------------------- | ---------------------- | --- |
| 5 sierpnia 2011      | Juno                                     | NASA, JPL              | Wejście na orbitę wokół Jowisza 5 lipca 2016. Badanie struktury atmosfery, magnetosfery i budowy wewnętrznej planety. |
| 8 listopada 2011     | Fobos-Grunt                              | Ławoczkin, IKI RAN     | Planowany sztuczny satelita Marsa, lądowanie na Fobosie i powrót z próbkami jego gruntu na Ziemię. Z powodu awarii sonda pozostała na orbicie wokółziemskiej. |
| 8 listopada 2011     | Yinghuo-1                                | CNSA                   | Planowany sztuczny satelita Marsa, transportowany przez sondę Fobos-Grunt. Z powodu awarii sondy Fobos-Grunt pozostał na orbicie wokółziemskiej. |
| 26 listopada 2011    | Mars Science Laboratory / Curiosity      | NASA, JPL              | Lądowanie łazika Curiosity na powierzchni Marsa 6 sierpnia 2012, 05:17:57 UTC (4,5895°S, 137,4417°E – Aeolis Palus, krater Gale). Przeprowadzenie badań geologicznych, analiza składu gruntu, poszukiwanie związków organicznych. |
| 5 listopada 2013     | Mars Orbiter Mission                     | ISRO                   | Wejście na orbitę wokół Marsa 24 września 2014. Obserwacje powierzchni planety. Łączność utrzymywano do kwietnia 2022. |
| 18 listopada 2013    | MAVEN                                    | NASA, GSFC, CU Boulder | Wejście na orbitę wokół Marsa 22 września 2014. Przeprowadzenie badań górnych warstw atmosfery planety. Utrzymywanie łączności z lądownikami na powierzchni Marsa. |
| 19 grudnia 2013      | Gaia                                     | ESA                    | Teleskop kosmiczny na orbicie wokół punktu L2 układu Ziemia – Słońce przeznaczony do wykonywania obserwacji astrometrycznych i fotometrycznych. Zakończenie obserwacji 15 stycznia 2025. |
| 3 grudnia 2014       | Hayabusa 2                               | JAXA                   | Sprowadzenie na Ziemię próbek gruntu, o masie ok. 5 g, z powierzchni planetoidy (162173) Ryugu. Zbliżenie do planetoidy 27 czerwca 2018, dwukrotne pobranie próbek gruntu 21 lutego i 11 lipca 2019. Zrzucenie na powierzchnię czterech lądowników i impaktora. Powrót kapsuły na Ziemię z próbkami gruntu 5 grudnia 2020. Planowany przelot obok planetoidy (98943) 2001 CC21 w lipcu 2026 roku i zbliżenie do planetoidy 1998 KY26 w lipcu 2031 roku. MINERVA II-1A (HIBOU) i MINERVA II-1B (OWL) – lądowniki użyte 21 września 2018; MASCOT – lądownik użyty 3 października 2018; SCI – impaktor, który utworzył krater na powierzchni planetoidy 5 kwietnia 2019; DCAM3 – wyrzucana kamera inspekcyjna do obserwacji impaktora; MINERVA II-2 – lądownik (uszkodzony) zrzucony 2 października 2019. |
| 3 grudnia 2014       | PROCYON                                  | JAXA, UTokyo           | Test zminiaturyzowanej sondy międzyplanetarnej. Planowany przelot obok planetoidy (185851) 2000 DP107. Z powodu awarii zrezygnowano z próby lotu do planetoidy. Łączność utrzymywano do 3 grudnia 2015. |
| 3 grudnia 2014       | Shin’en 2                                | Kagoshima University   | Testy łączności dalekiego zasięgu z mikrosondą. Łączność utrzymywano do 14 grudnia 2014. |
| 3 grudnia 2014       | DESPATCH / ArtSat-2                      | Tama Art University    | Projekt artystyczny - rzeźba wyposażona w nadajnik radiowy. Łączność utrzymywano do 14 grudnia 2014. |
| 11 lutego 2015       | DSCOVR                                   | NASA, NOAA, USAF       | Monitorowanie wiatru słonecznego i obserwacje Ziemi z orbity wokół punktu L1 układu Ziemia – Słońce. |
| 3 grudnia 2015       | LISA Pathfinder                          | ESA                    | Satelita technologiczny umieszczony na orbicie wokół punktu L1 układu Ziemia – Słońce. Przeprowadzenie testów systemów dla planowanego interferometru LISA. Łączność utrzymywano do 18 lipca 2017. |
| 14 marca 2016        | ExoMars Trace Gas Orbiter / Schiaparelli | ESA Roskosmos          | Wejście na orbitę wokół Marsa 19 października 2016. Poszukiwanie metanu i gazów śladowych w atmosferze planety. Schiaparelli – rozbicie lądownika podczas próby lądowania na powierzchni Marsa (2,07°S, 353,79°E – Meridiani Planum) 19 października 2016. |
| 8 września 2016      | OSIRIS-REx                               | NASA, GSFC, UArizona   | Sprowadzenie na Ziemię próbek gruntu o masie 121,6 g z powierzchni planetoidy (101955) Bennu. Dotarcie w pobliże planetoidy 3 grudnia 2018 i wejście na orbitę wokół niej 31 grudnia 2018. Pobranie próbek gruntu 20 października 2020. Powrót kapsuły na Ziemię z próbkami gruntu 24 września 2023. Planowane wejście na orbitę wokół planetoidy (99942) Apophis w kwietniu 2029.. |
| 6 lutego 2018        | Tesla Roadster Elona Muska               | SpaceX                 | Testowy lot rakiety nośnej Falcon Heavy z samochodem Tesla Roadster, jako symulatorem masy, na orbitę heliocentryczną sięgającą poza orbitę Marsa. |
| 5 maja 2018          | InSight                                  | NASA, JPL              | Lądowanie na powierzchni Marsa 26 listopada 2018, 19:44:52 UTC (4,502384°N, 135,623447°E – Elysium Planitia). Przeprowadzenie badań geofizycznych na Marsie. Łączność utrzymywano do 15 grudnia 2022. |
| 5 maja 2018          | MarCO–A (EVE)                            | NASA, JPL              | Test sondy typu CubeSat. Przelot obok Marsa, 26 listopada 2018, w odległości 1625 km. Przekaz transmisję telemetrii z fazy lądowania sondy InSight. Łączność utrzymywano do 4 stycznia 2019. |
| 5 maja 2018          | MarCO–B (WALL-E)                         | NASA, JPL              | Test sondy typu CubeSat. Przelot obok Marsa, 26 listopada 2018, w odległości 1749 km. Przekaz transmisję telemetrii z fazy lądowania sondy InSight. Łączność utrzymywano do 29 grudnia 2018 |
| 12 sierpnia 2018     | Parker Solar Probe                       | NASA, APL              | Przeprowadzenie pomiarów wewnątrz korony słonecznej. Zbliżenia do Słońca na odległość do 6,16 mln km od powierzchni fotosfery. Siedmiokrotne przeloty obok Wenus posłużą do zmiany orbity sondy. |
| 20 października 2018 | BepiColombo                              | ESA JAXA               | Sztuczny satelita Merkurego. Dwukrotne przeloty obok Wenus i sześciokrotne obok Merkurego. Wejście na orbitę wokół Merkurego w listpadzie 2026 roku. Po wejściu na orbitę sonda rozdzieli się na dwie części: Mercury Planetary Orbiter – wykonanie map topograficznych i mineralogicznych planety. Mercury Magnetospheric Orbiter (Mio) – badania magnetosfery planety. |
| 13 lipca 2019        | Spektr-RG                                | Roskosmos DLR          | Teleskop kosmiczny przeznaczony do obserwacji astronomicznych w zakresie promieniowania rentgenowskiego. Umieszczony na orbicie wokół punktu L2 układu Ziemia – Słońce. |
| 10 lutego 2020       | Solar Orbiter                            | ESA NASA               | Obserwacje Słońca i przestrzeni międzyplanetarnej. Zbliżenia do Słońca na odległość 0,28 au. Wielokrotne przeloty obok Wenus posłużą do zmiany nachylenia orbity sondy do płaszczyzny ekliptyki. |
| 19 lipca 2020        | Al Amal                                  | MBRSC                  | Pierwsza sonda kosmiczna Zjednoczonych Emiratów Arabskich. Wejście na orbitę wokół Marsa 9 lutego 2021. Badania atmosfery planety. |
| 23 lipca 2020        | Tianwen-1                                | CNSA                   | Wejście na orbitę wokół Marsa 10 lutego 2021. Lądowanie łazika Zhurong na powierzchni planety 14 maja 2021, 23:01 UTC (109,925°E, 25,066°N – Utopia Planitia). Łazik funkcjonował do 20 maja 2022. |
| 30 lipca 2020        | Mars 2020 / Perseverance                 | NASA, JPL              | Lądowanie łazika Perseverance na powierzchni Marsa 18 lutego 2021, 20:43:49 UTC (18,4446°N, 77,4509°E – krater Jezero). Poszukiwanie śladów przeszłego życia na Marsie. Zebranie próbek gruntu przeznaczonych do sprowadzenia na Ziemię przez przyszłą misję. Mars Helicopter (Ingenuity) – eksperymentalny miniaturowy śmigłowiec dostarczony na powierzchnię Marsa na pokładzie łazika Perseverance. Wykonanie 72 lotów na łączną odległość 17,0 km. Zakończenie misji 25 stycznia 2024. |
| 23 listopada 2020    | Chang’e 5                                | CNSA                   | Człon orbitalny sondy Chang’e 5. Po dostarczeniu kapsuły z próbkami gruntu księżycowego na Ziemię został skierowany na orbitę wokół punktu L1 układu Ziemia – Słońce. |

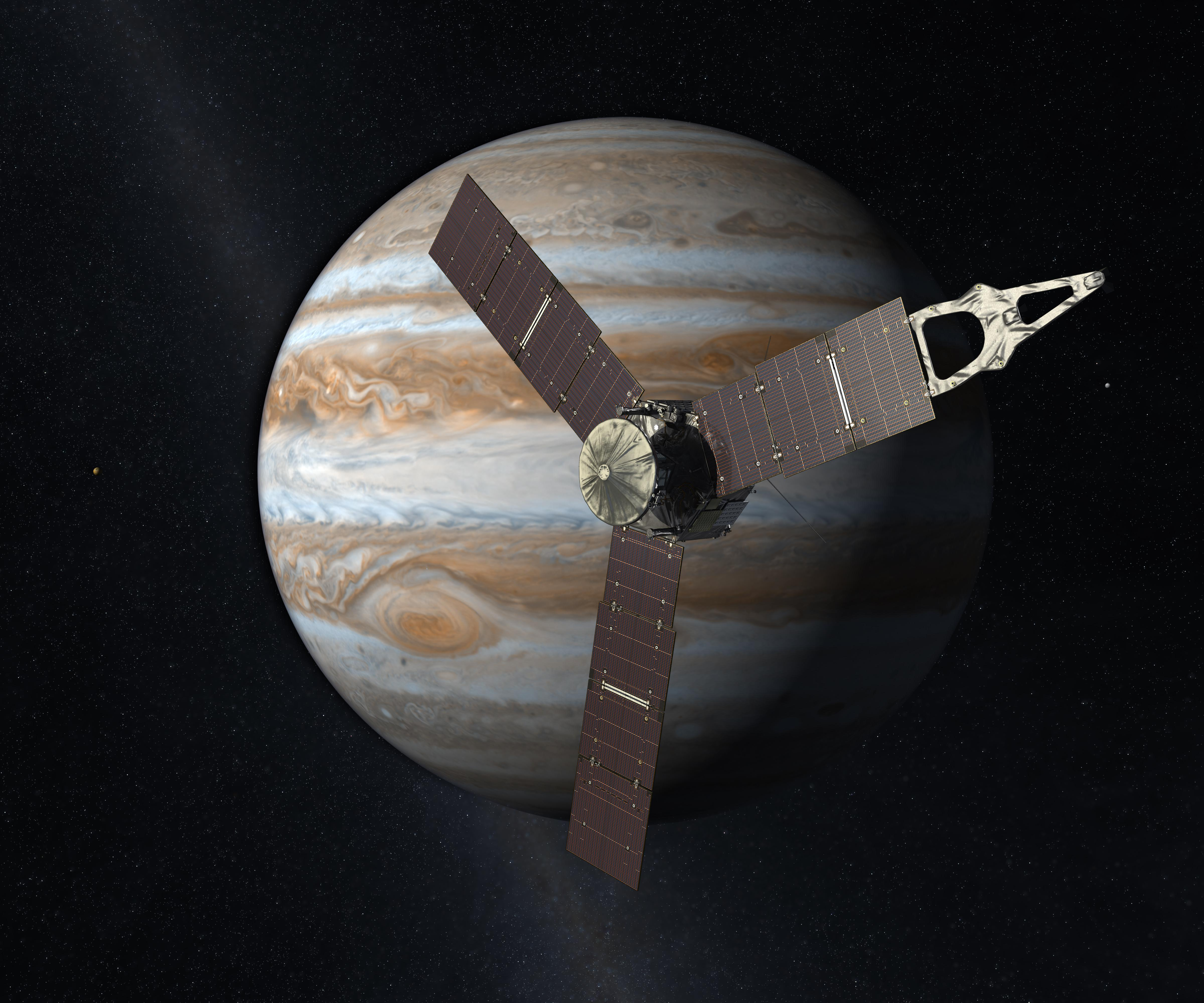
Juno
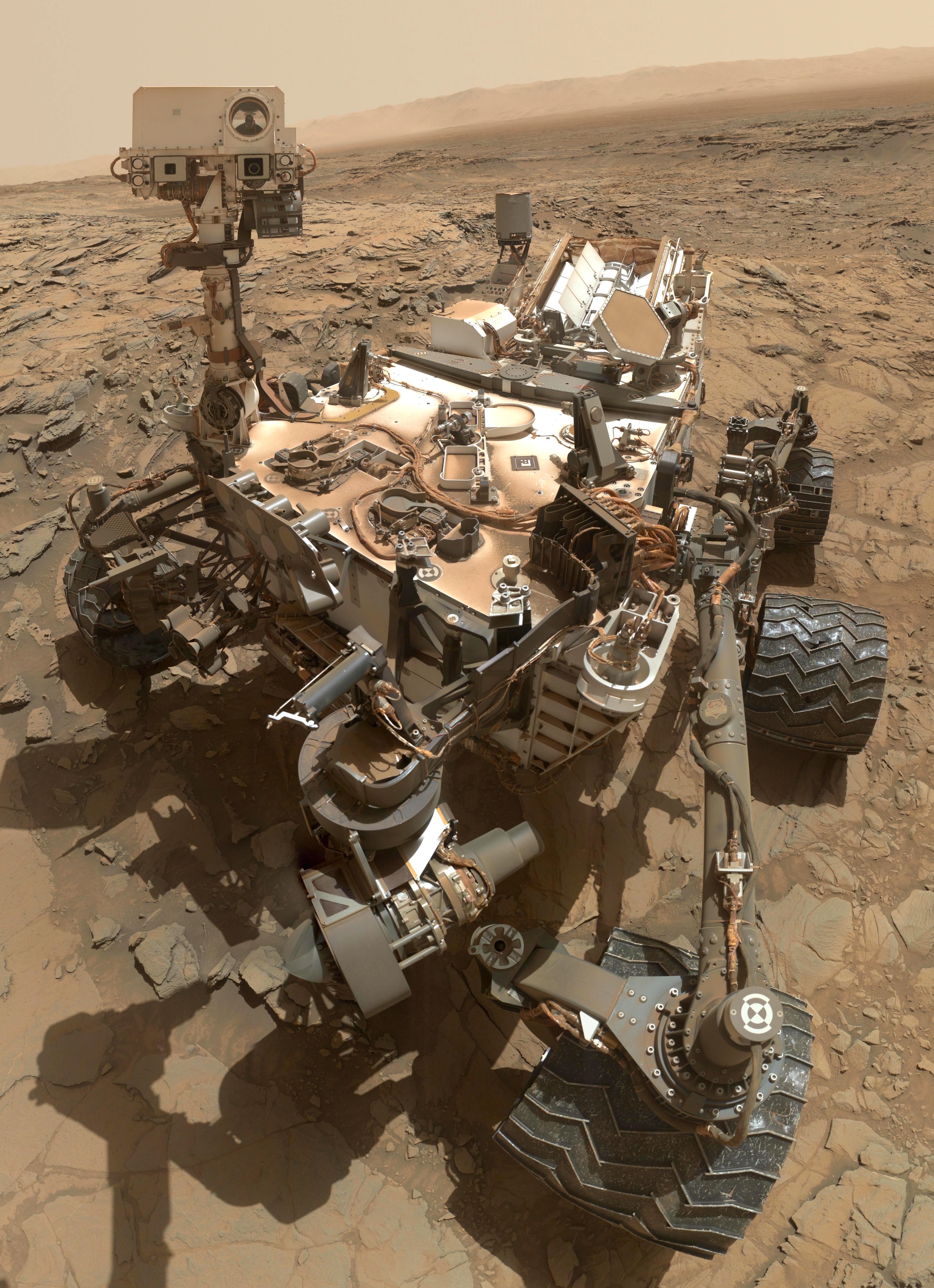
Łazik Curiosity
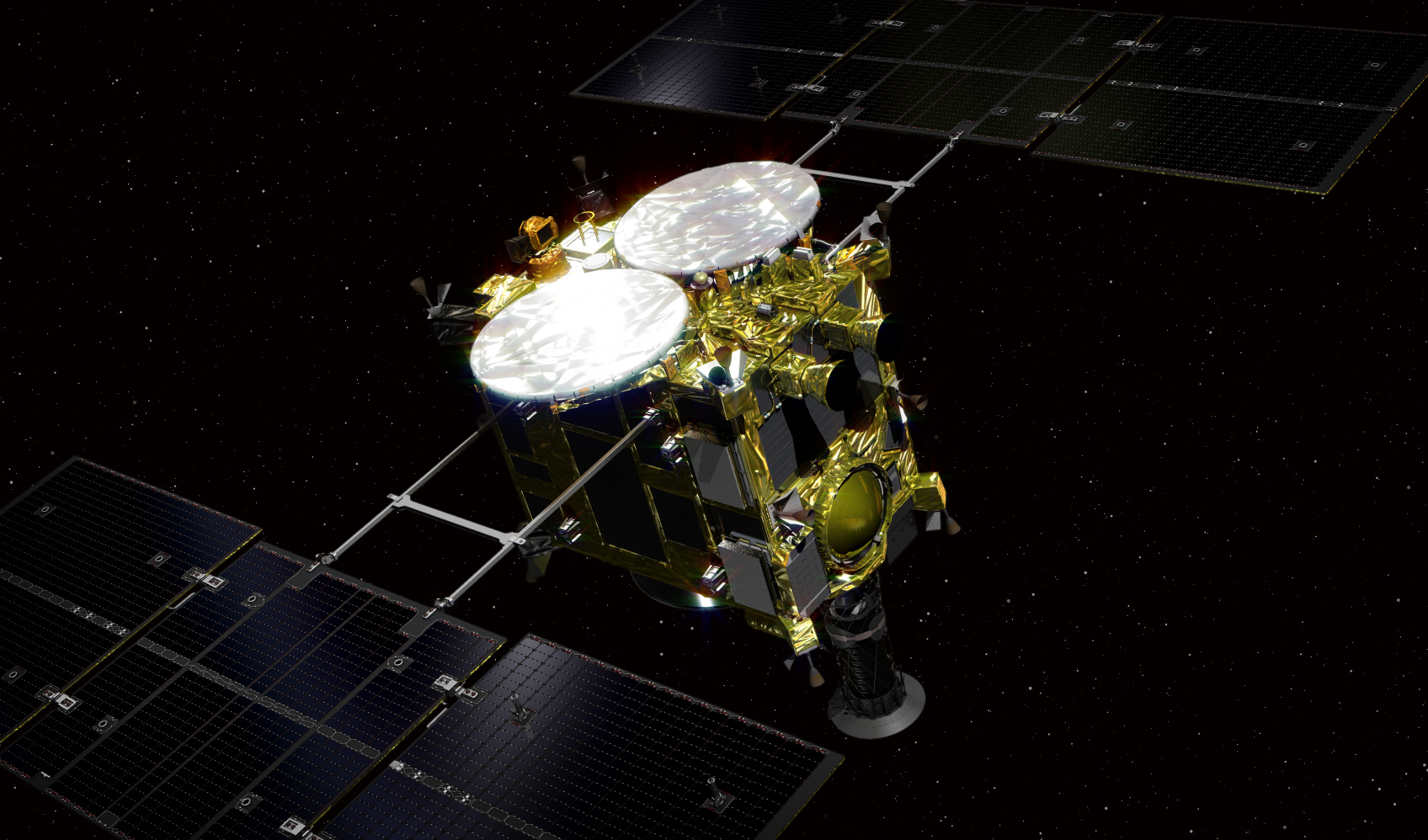
Hayabusa 2
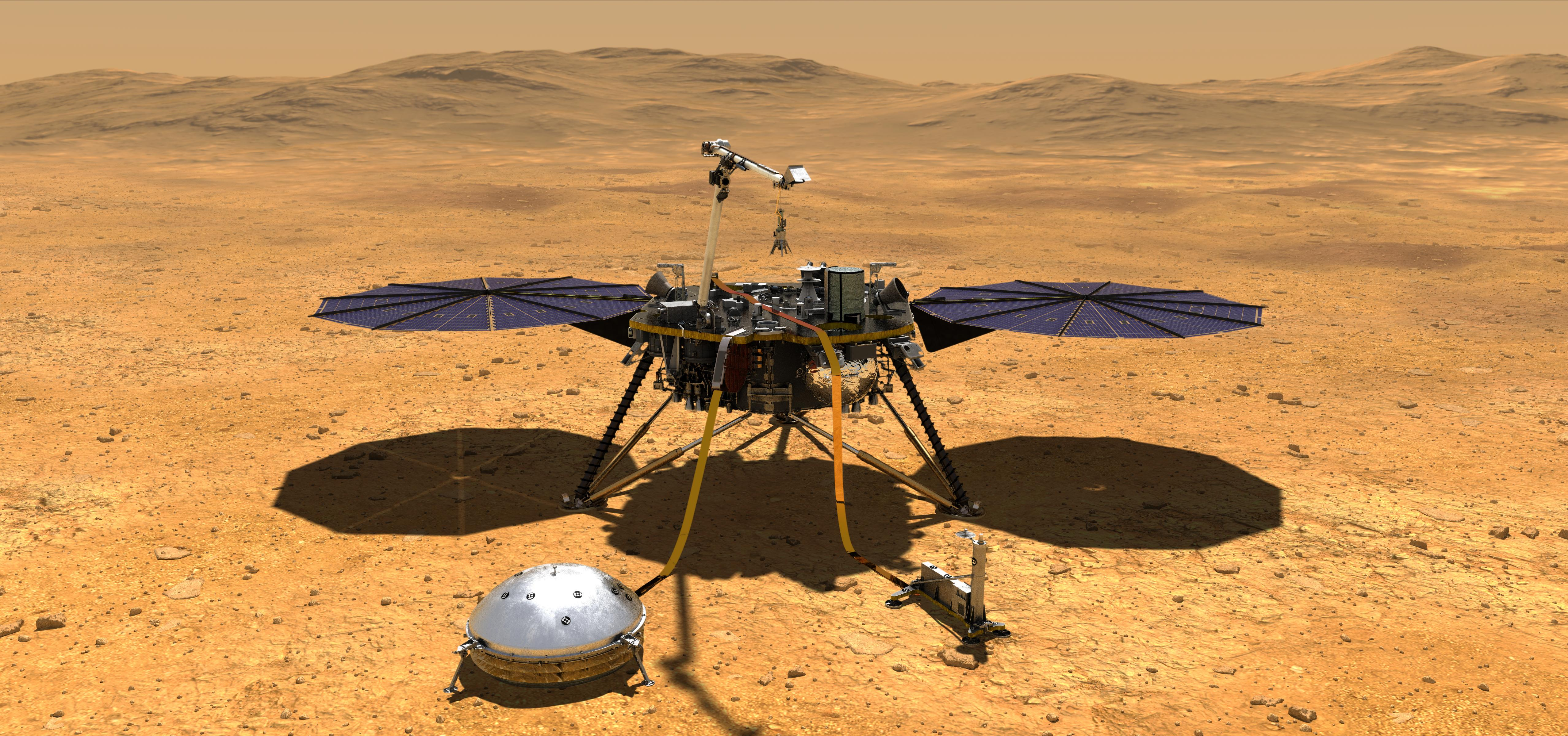
InSight
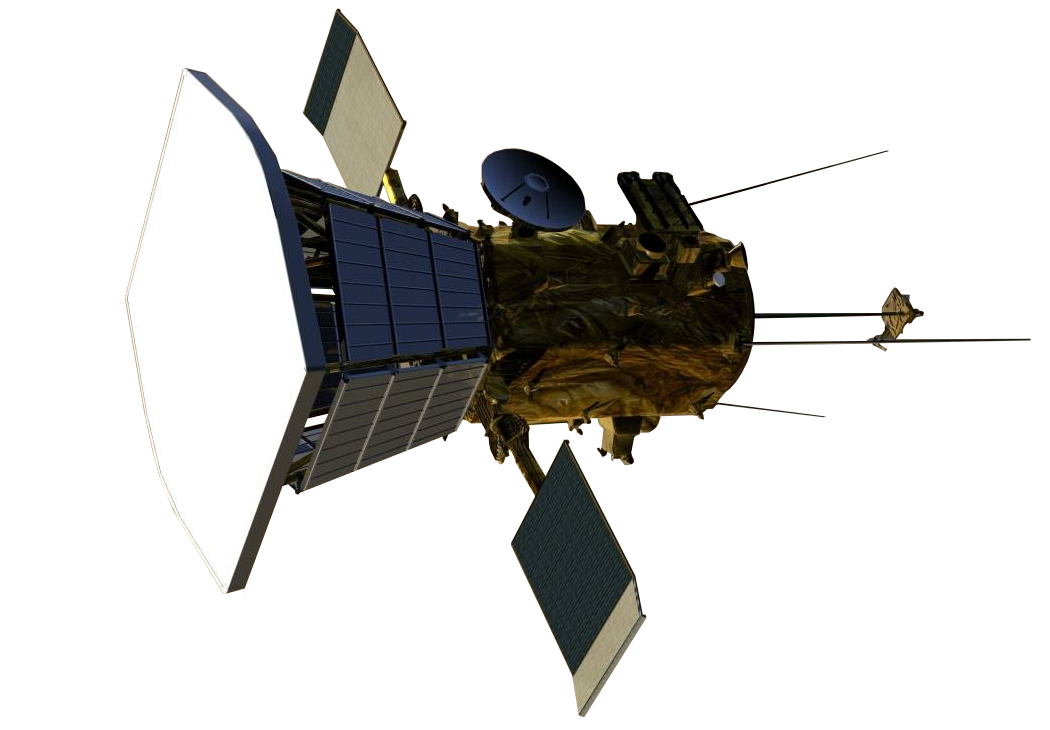
Parker Solar Probe
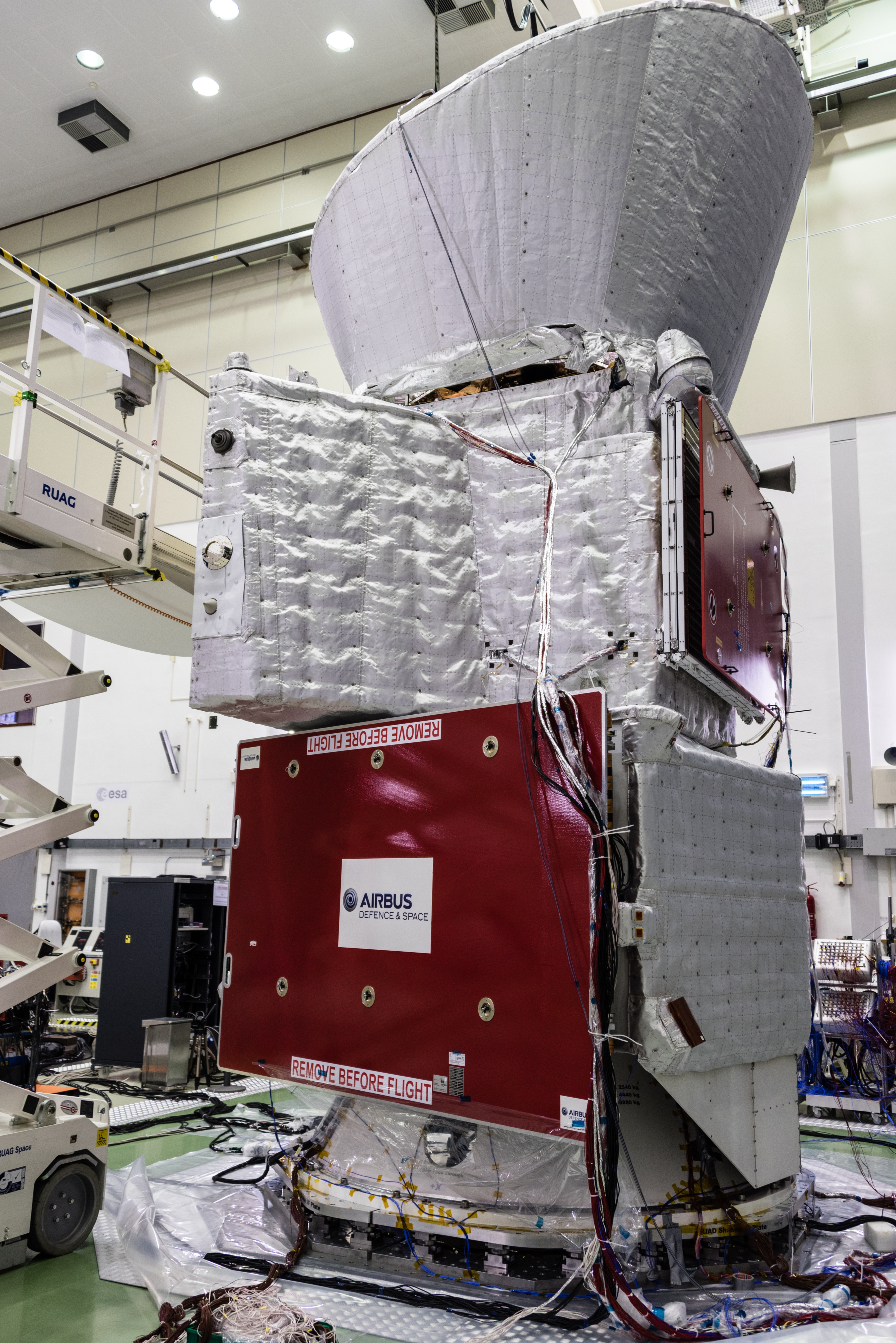
BepiColombo

## 2021–2023
| Data startu          | Nazwa misji                | Państwo. Organizacja      | Opis i uwagi |
| -------------------- | -------------------------- | ------------------------- | --- |
| 16 października 2021 | Lucy                       | NASA, SwRI, GSFC          | Przeloty w latach 2023–2033 obok planetoid pasa głównego (152830) Dinkinesh i (52246) Donaldjohanson oraz planetoid trojańskich: (3548) Eurybates, (15094) Polymele, (11351) Leucus, (21900) Orus i (617) Patroclus.                                                                                |
| 24 listopada 2021    | DART                       | NASA, APL                 | Demonstracja techniki zmiany orbity planetoidy przy użyciu impaktora kinetycznego. Uderzenie sondy w powierzchnię księżyca Dimorphos planetoidy podwójnej (65803) Didymos, 26 września 2022. LICIACube – sonda typu CubeSat na pokładzie DART. Obserwacja uderzenia sondy DART w księżyc Dimorphos. |
| 25 grudnia 2021      | James Webb Space Telescope | NASA, GSFC, STScI ESA CSA | Teleskop kosmiczny na orbicie wokół punktu L2 układu Ziemia – Słońce przeznaczony do obserwacji astronomicznych w zakresie podczerwieni. Wykonanie obserwacji procesu powstawania i ewolucji pierwszych gwiazd i galaktyk.                                                                          |
| 16 listopada 2022    | NEA Scout                  | NASA, MSFC, JPL           | Sonda typu CubeSat z żaglem słonecznym. Planowany przelot obok planetoidy. Brak łączności po starcie. |
| 16 listopada 2022    | BioSentinel                | NASA, ARC                 | Sonda typu CubeSat. Badanie wpływu promieniowania kosmicznego w przestrzeni międzyplanetarnej na organizmy żywe. |
| 16 listopada 2022    | CuSP                       | NASA, SwRI                | Sonda typu CubeSat. Utrata łączności 17 listopada 2022. |
| 16 listopada 2022    | Team Miles                 | Miles Space               | Sonda typu CubeSat. Testy łączności dalekiego zasięgu. |
| 14 kwietnia 2023     | JUICE                      | ESA                       | Sztuczny satelita Jowisza i Ganimedesa. Przelot obok Wenus w sierpniu 2025. Wejście na orbitę wokół Jowisza w lipcu 2031 i wokół Ganimedesa w grudniu 2034 roku. |
| 1 lipca 2023         | Euclid                     | ESA                       | Teleskop kosmiczny na orbicie wokół punktu L2 układu Ziemia – Słońce przeznaczony do obserwacji astronomicznych w zakresie światła widzialnego i bliskiej podczerwieni. Wykonanie map wielkoskalowej struktury Wszechświata w celu zrozumienia natury ciemnej energii i ciemnej materii.            |
| 2 września 2023      | Aditya-L1                  | ISRO                      | Obserwacje Słońca i wiatru słonecznego z orbity wokół punktu L1 układu Ziemia – Słońce. |
| 13 października 2023 | Psyche                     | NASA, ASU, JPL            | Przelot obok Marsa w maju 2026 roku. Wejście na orbitę wokół planetoidy (16) Psyche w sierpniu 2029 roku. |
| 7 października 2024  | Hera                       | ESA                       | Przelot obok Marsa 12 marca 2025. Wejście na orbitę wokół planetoidy podwójnej (65803) Didymos w grudniu 2026 roku. Obserwacja efektów uderzenia sondy DART w powierzchnię księżyca Dimorphos. Dwa subsatelity/lądowniki: Milani i Juventas.                                                        |
| 14 października 2024 | Europa Clipper             | NASA, JPL, APL            | Przelot obok Marsa 1 marca 2025. Sztuczny satelita Jowisza (w kwietniu 2030 roku). Szczegółowe obserwacje Europy podczas wielokrotnych bliskich przelotów obok tego księżyca. |
| 27 lutego 2025       | Lunar Trailblazer          | NASA, Caltech             | Planowany sztuczny satelita Księżyca. Awaria po starcie, nieaktywna sonda weszła na orbitę heliocentryczną. |
| 27 lutego 2025       | Odin                       | AstroForge                | Planowany przelot obok planetoidy 2022 OB5. Awaria po starcie, nieaktywna sonda weszła na orbitę heliocentryczną. |

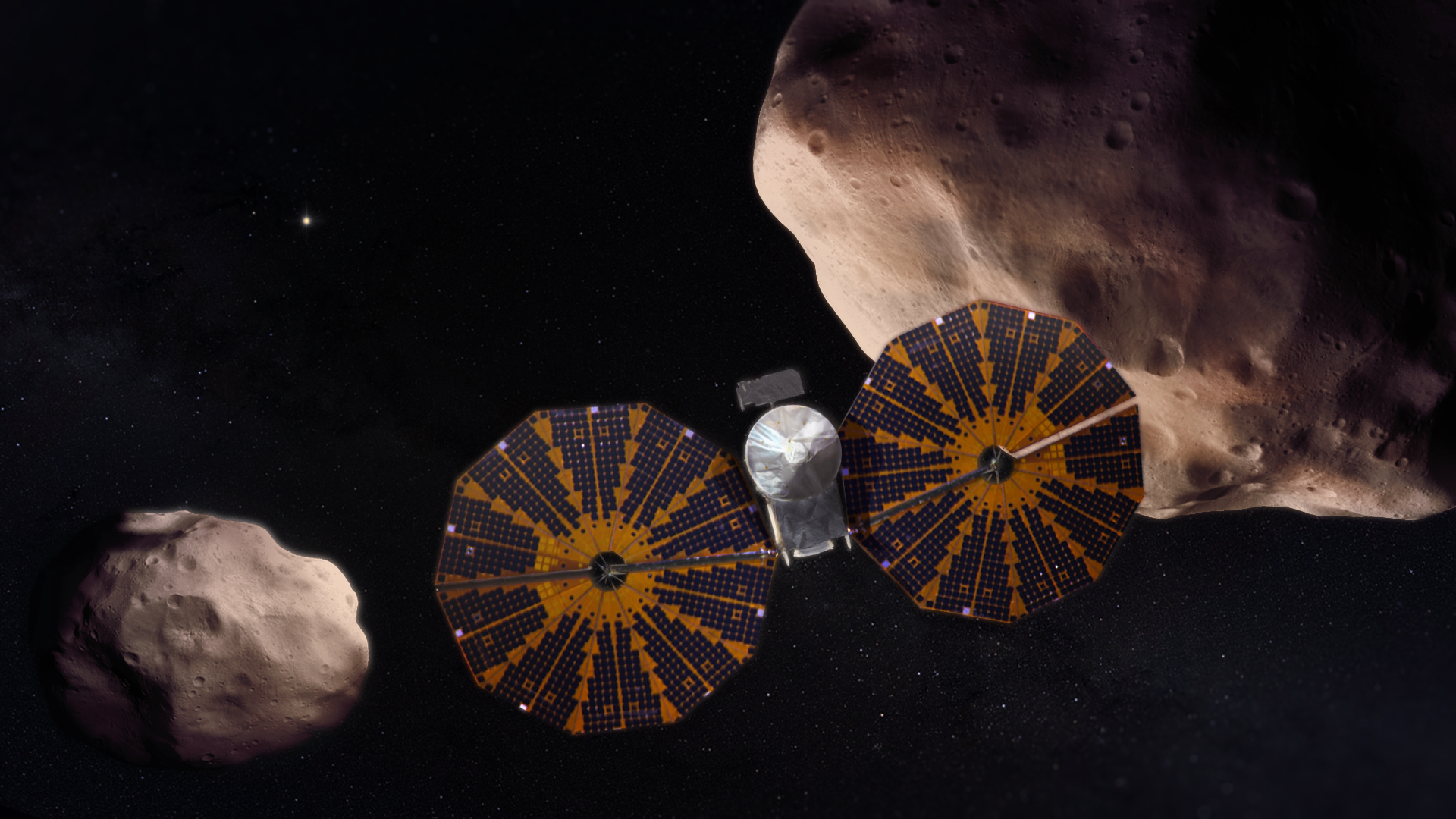
Lucy
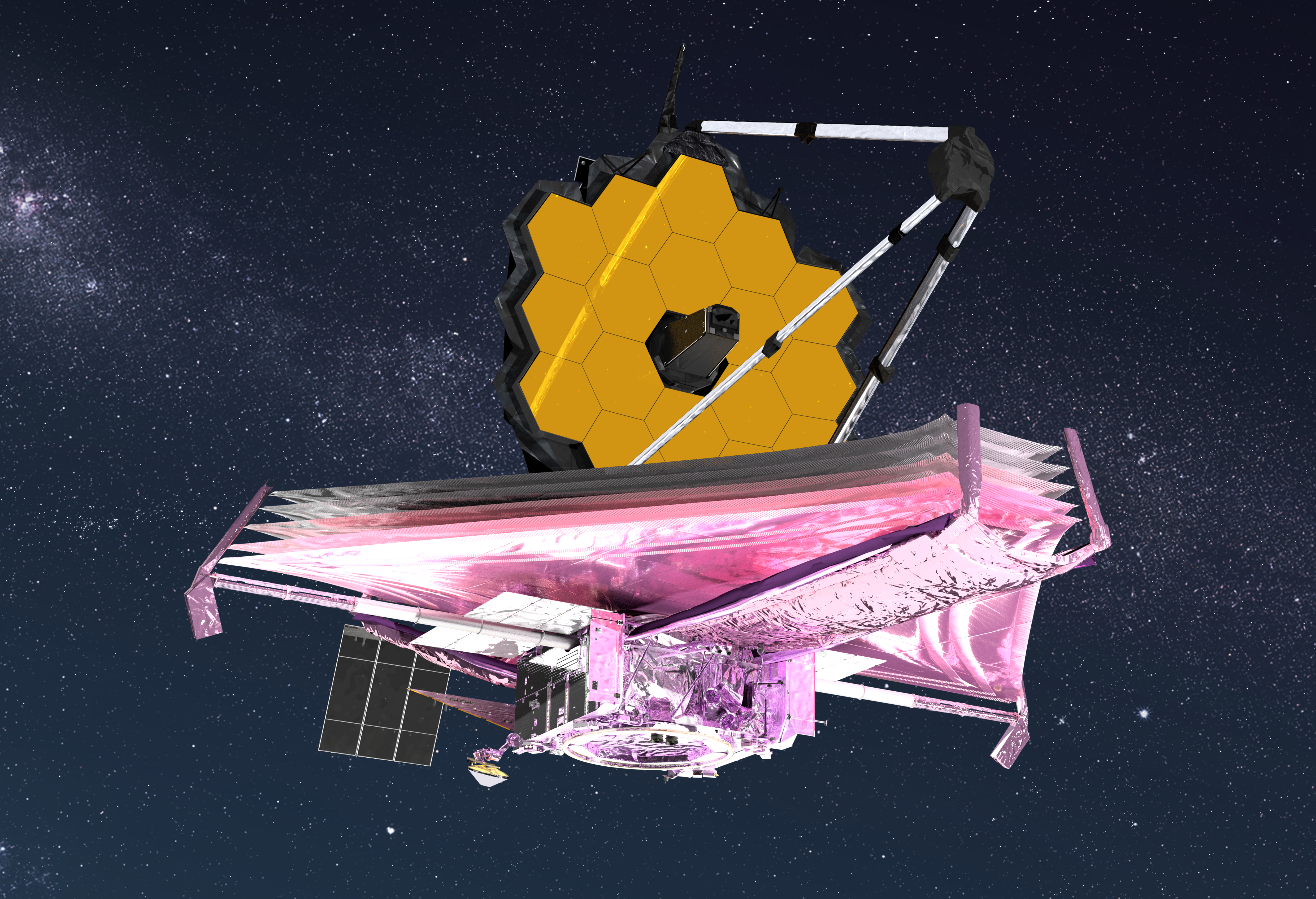
James Webb Space Telescope

## Misje planowane
| Data startu      | Nazwa misji                       | Państwo. Organizacja | Opis i uwagi |
| ---------------- | --------------------------------- | -------------------- | --- |
| maj 2025         | Tianwen-2                         | CNSA                 | Pobranie próbek gruntu z powierzchni planetoidy (469219) Kamo'oalewa w 2026 roku i sprowadzenie ich na Ziemię. Następnie sztuczny satelita komety 311P/PanSTARRS w 2034 roku.                                                                                           |
| wrzesień 2025    | IMAP                              | NASA, APL            | Satelita na orbicie wokół punktu L1 układu Ziemia – Słońce przeznaczony do badania heliosfery i obserwacji promieniowania kosmicznego. |
| wrzesień 2025    | SWFO-L1                           | NOAA, NASA           | Monitorowanie wiatru słonecznego i koronalnych wyrzutów masy z orbity wokół punktu L1 układu Ziemia – Słońce. |
| wrzesień 2025    | GLIDE                             | NASA, UIUC           | Obserwacje egzosfery ziemskiej z orbity wokół punktu L1 układu Ziemia – Słońce. |
| 2025             | EscaPADE A i B                    | NASA, UC Berkeley    | Dwa sztuczne satelity Marsa. Badania magnetosfery planety |
| październik 2026 | MMX                               | JAXA                 | Wejście na orbitę wokół Marsa w sierpniu 2027 roku. Lądowanie na Fobosie i pobranie próbek gruntu. Łazik na powierzchni Fobosa. Powrót na Ziemię z próbkami gruntu w lipcu 2031 roku.                                                                                   |
| 2026             | PLATO                             | ESA                  | Teleskop kosmiczny na orbicie wokół punktu L2 układu Ziemia – Słońce przeznaczony do poszukiwania planet pozasłonecznych i wykonywania obserwacji asterosejsmologiczych.                                                                                                |
| maj 2027         | Nancy Grace Roman Space Telescope | NASA, GSFC           | Teleskop kosmiczny na orbicie wokół punktu L2 układu Ziemia – Słońce przeznaczony do obserwacji astronomicznych w zakresie bliskiej podczerwieni i światła widzialnego. Wykonanie pomiarów w celu określenia natury ciemnej energii, obserwacje planet pozasłonecznych. |
| wrzesień 2027    | NEO Surveyor                      | NASA, JPL            | Teleskop kosmiczny na orbicie wokół punktu L1 układu Ziemia – Słońce przeznaczony do obserwacji potencjalnie niebezpiecznych obiektów w pobliżu orbity Ziemi. |
| 29 marca 2028    | Venus Orbiter Mission             | ISRO                 | Sztuczny satelita Wenus (19 lipca 2028). |
| lipiec 2028      | Dragonfly                         | NASA, APL            | Sonda latająca o konstrukcji wiropłata. Lądowanie na powierzchni Tytana (okolice krateru Selk) w grudniu 2034 roku. |
| 2028             | DESTINY+                          | JAXA                 | Przelot obok planetoidy (3200) Phaethon w 2030 roku. |
| 2028             | Tianwen-3                         | CNSA                 | Lądowanie na Marsie i powrót na Ziemię z próbkami gruntu. |
| 2028             | –                                 | MBRSC                | Przeloty obok Wenus, Ziemi, Marsa i sześciu planetoid pasa głównego, wejście na orbitę wokół planetoidy (269) Justitia w kwietniu 2034 roku. |
| 2029             | Tianwen-4                         | CNSA                 | Sztuczny satelita Jowisza i księżyca Kallisto. |
| 2030–2032        | DAVINCI                           | NASA, GSFC           | Próbnik atmosferyczny i sztuczny satelita Wenus. |
| czerwiec 2031    | VERITAS                           | NASA, JPL            | Sztuczny satelita Wenus. Wykonanie map radarowych i w podczerwieni powierzchni planety. |
| 2029             | ARIEL                             | ESA                  | Teleskop kosmiczny na orbicie wokół punktu L2 układu Ziemia – Słońce przeznaczony do analizy atmosfer planet pozasłonecznych. |
| 2029             | Comet Interceptor                 | ESA JAXA             | Przelot obok nowo odkrytej komety jednopojawieniowej lub obiektu pozasłonecznego. Przed przelotem sonda rozdzieli się na trzy elementy. |
| listopad 2031    | Envision                          | ESA                  | Sztuczny satelita Wenus. Wykonanie map radarowych, obserwacje atmosfery i badanie wewnętrznej budowy planety. |
| 2032             | LiteBIRD                          | ISAS, JAXA           | Wykonanie map polaryzacji mikrofalowego promieniowania tła z orbity wokół punktu L2 układu Ziemia – Słońce. |
| 2035             | LISA                              | ESA                  | Kosmiczne obserwatorium fal grawitacyjnych złożone z trzech satelitów na orbicie heliocentrycznej umieszczonych w formacji o kształcie trójkąta równobocznego o długości boku wynoszącej 2,5 mln km.                                                                    |
| 2037             | NewAthena                         | ESA                  | Teleskop kosmiczny na orbicie wokół punktu L2 układu Ziemia – Słońce przeznaczony do obserwacji astronomicznych w zakresie rentgenowskim. |
| 2033             | –                                 | CNSA                 | Sprowadzenie na Ziemię próbek atmosfery Wenus. |
| ?                | Sample Retrieval Lander           | NASA ESA             | Część misji Mars Sample Return. Dostarczenie na powierzchnię Marsa łazika transportowego i rakiety Mars Ascent Vehicle. Wyniesie na orbitę wokół planety próbek gruntu zebranych wcześniej przez łazik Perseverance.                                                    |
| ?                | Earth Return Orbiter              | ESA NASA             | Część misji Mars Sample Return. Przechwycenie na orbicie wokół Marsa kapsuły z próbkami gruntu i powrót z nimi na Ziemię. |
| ?                | TEREX-1                           | NICT, UTokyo         | Lądowanie na powierzchni Marsa. |

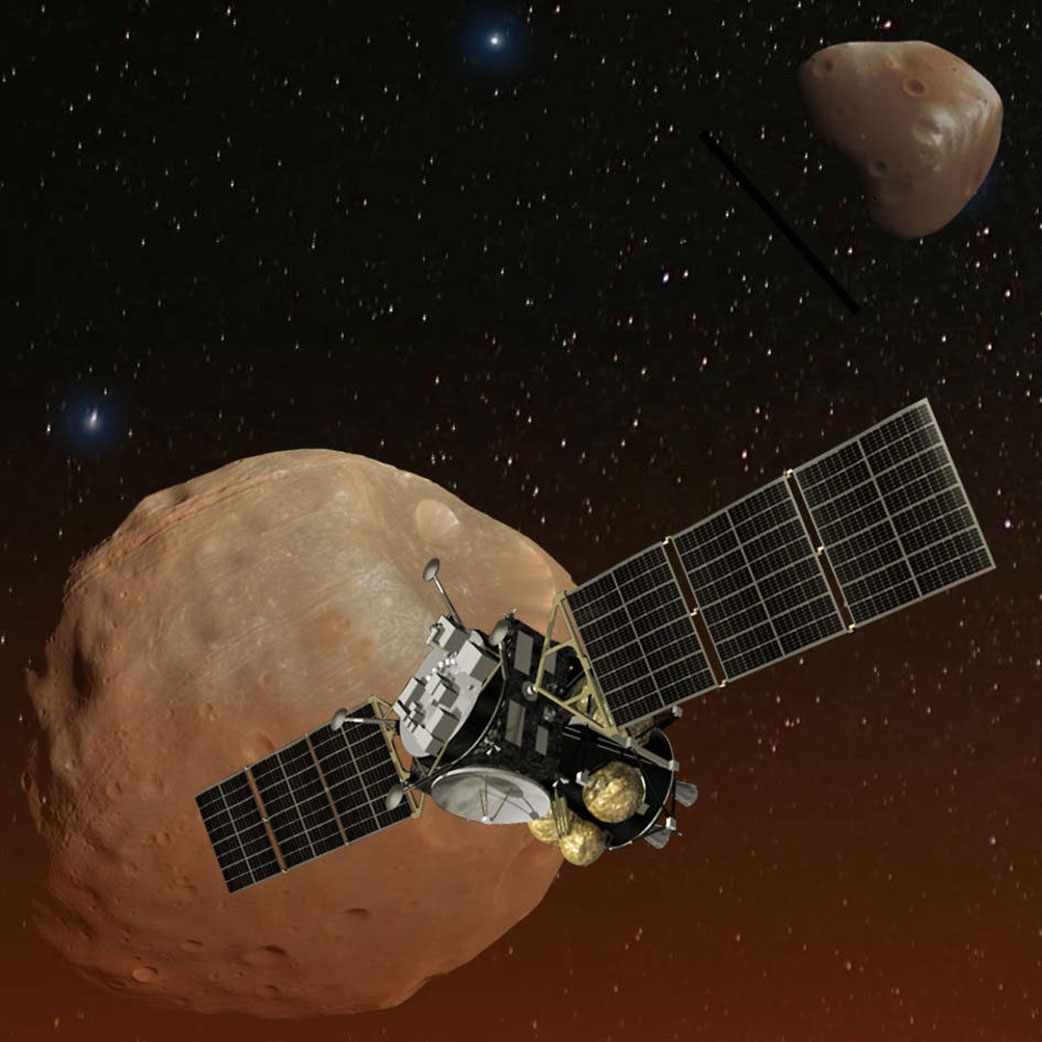
MMX
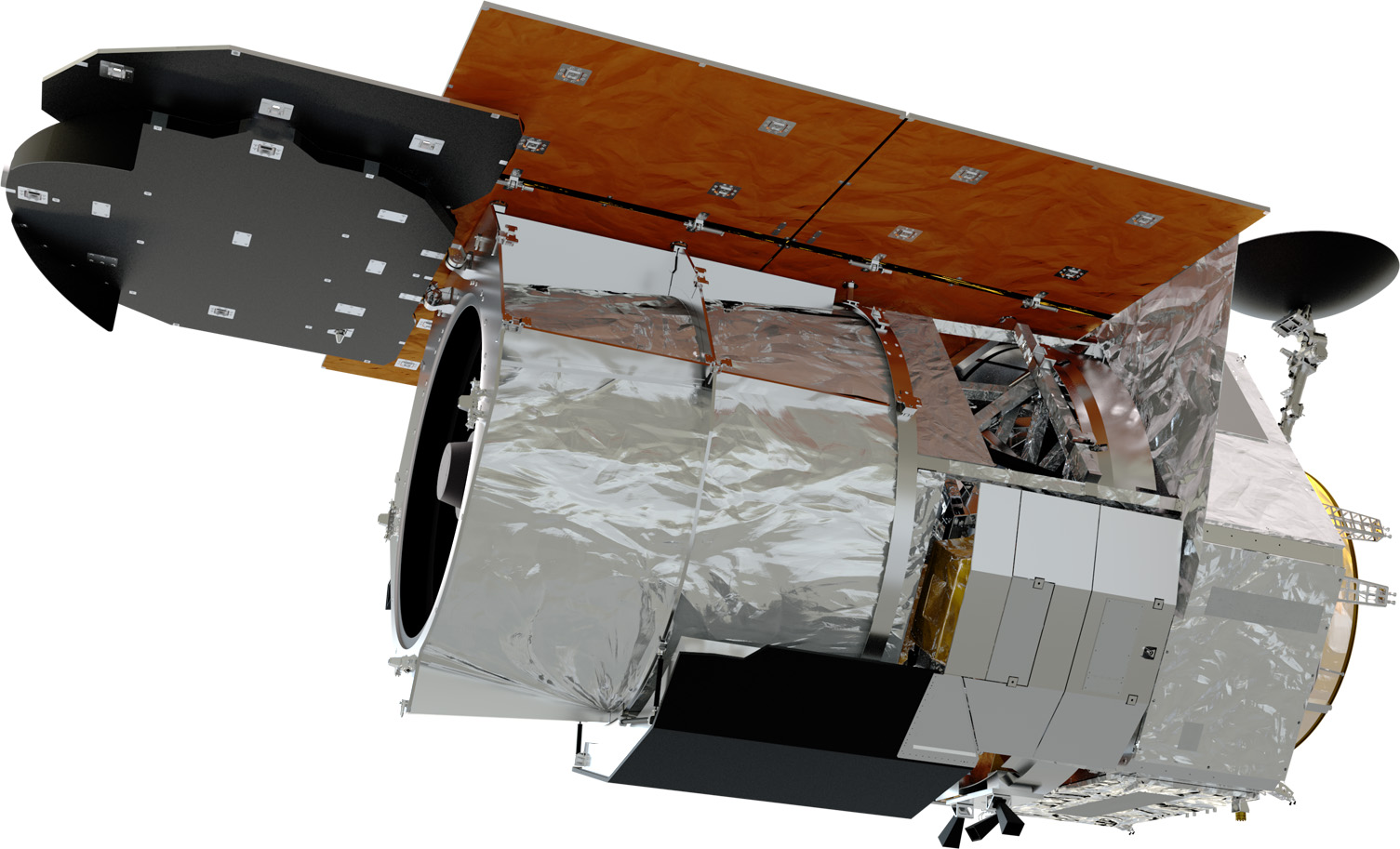
Nancy Grace Roman Space Telescope
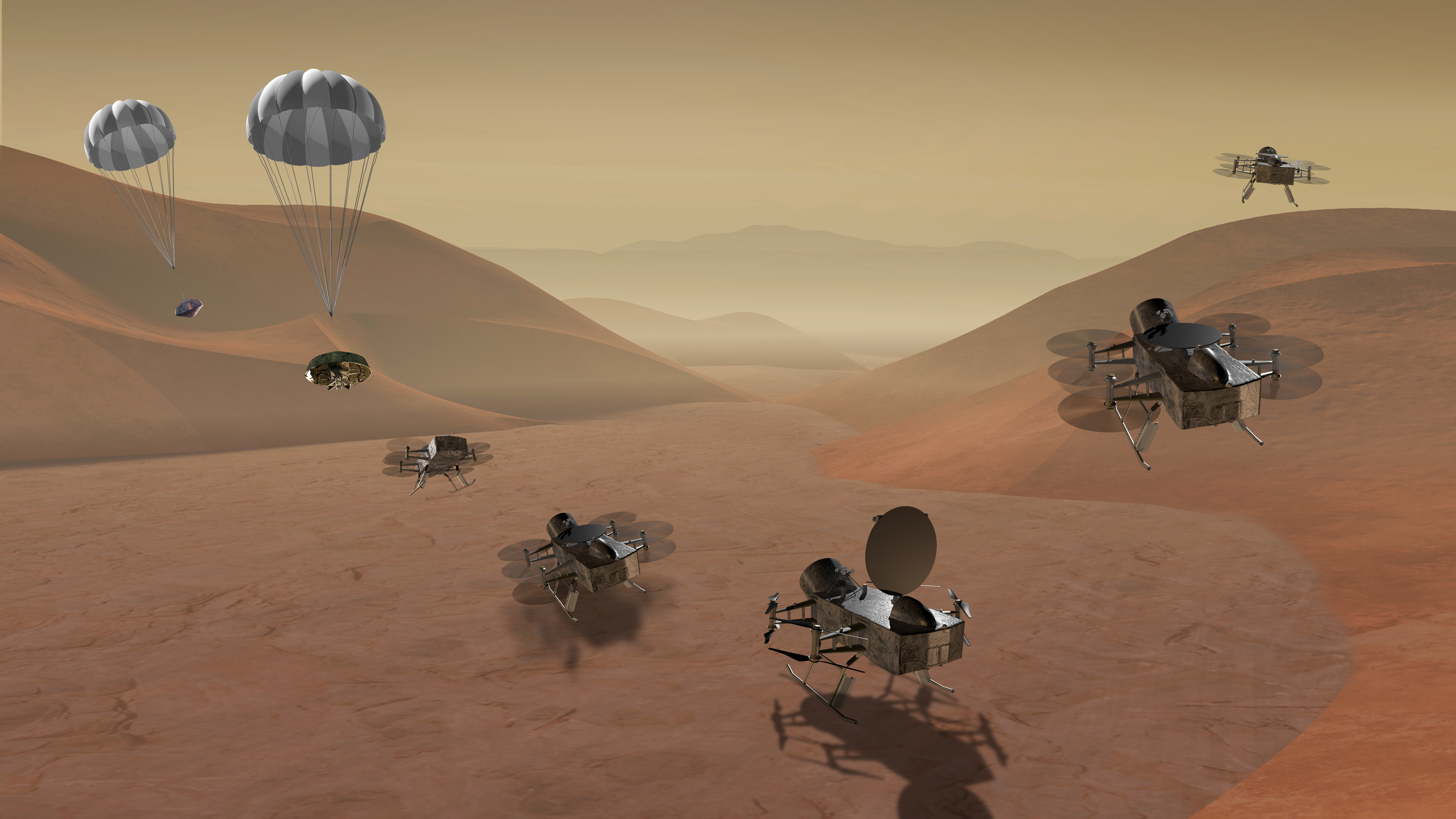
Dragonfly
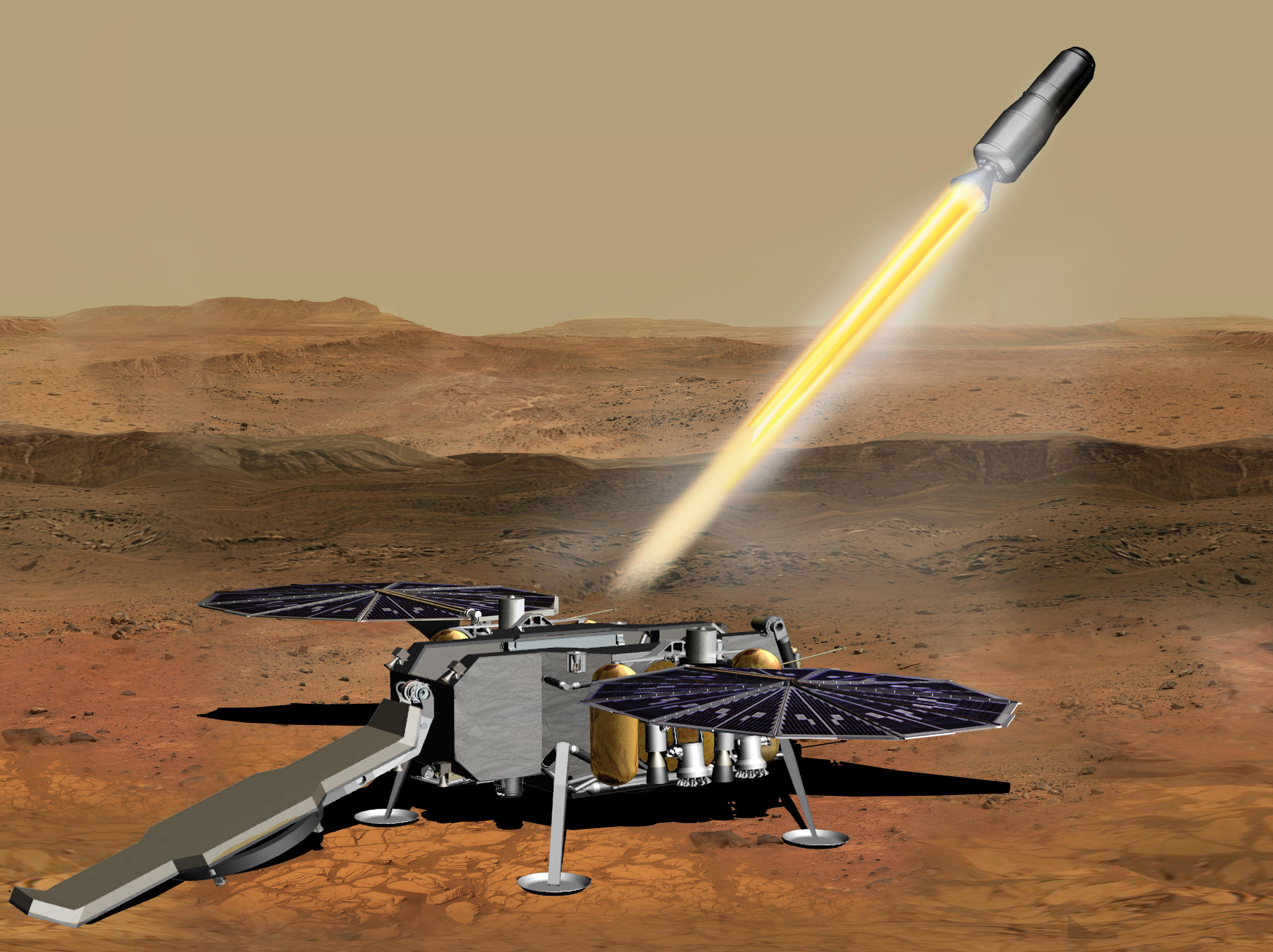
Start rakiety Mars Ascent Vehicle